# エルヴァンゲン (ヤクスト)
エルヴァンゲン (ヤクスト) (ドイツ語: Ellwangen (Jagst), ドイツ語発音: [ˈɛlvaŋən] ( 音声ファイル)) は、ドイツ連邦共和国バーデン＝ヴュルテンベルク州シュトゥットガルト行政管区のオストアルプ郡に属す市である。バイエルン州との州境近く、アーレンの北約 17 km に位置する。人口約27,000人（2015年現在）で、アーレン、シュヴェービッシュ・グミュントに次ぐオストアルプ郡第3の都市であり、周辺町村の中級中心都市となっている。
エルヴァンゲンは1972年2月1日から大規模郡都市に分類されている。アーデルマンスフェルデン、エレンベルク、ヤクストツェル、ノイラー、ライナウ、ローゼンベルク、ヴェルトとともに行政共同体を形成している。
本市は1806年以後小さな大学を有するノイヴュルテンベルクの教会中心である。見所は、後期ロマネスク様式のバシリカ教会である聖フィトゥス教会、広いルネサンス城館、シェーネベルクの巡礼教会などがある。

## 地理

### 位置
エルヴァンゲンはヤクスト川上流部に位置する。幅約 10 m のこの川は、市域内を通って北北西に向かって流れる。市域の南西方面、ライナウから本市に入ったこの川はシュレツハイム地区とローテンバッハ地区との間の約 1 km の間東北東方向に向きを変える。本市の中核市区はこの川の右岸にある。川は市の中心にある高台の麓で再び北北西方向に流れを変え、リンデルバッハ地区を通ってヤクストツェル方向に流れ去る。市域は多くの部分がヤクスト川の東側に存在する。市域の面積は 127.43 km2、アルプ東部フォアラントとシュヴェービッシュ＝フレンキッシェ森林山地を一部に含んでいる。これらはともにシュヴェービッシェス・コイパー＝ライアス＝ラントに属す。シュヴェービッシュ＝フレンキッシェ森林山地のコイパー地域とアルプフォアラントとの境界は中核市区の東端と南端付近を通っている。中核市区は東のライアス期の高台にあたるシュロスベルクおよびシェーネンベルクの上にある。

### 隣接する市町村
エルヴァンゲンは、北はエレンベルク、北東はシュテットレン、東はタンハウゼンおよびウンターシュナイトハイム、南東はヴェストハウゼン、南はライナウ、南西はノイラー、西はローゼンベルク、北西はヤクストツェル（いずれもオストアルプ郡）と境を接している。

### 市の構成
エルヴァンゲンの市域は、中核市区と1970年代の地域再編で合併した4つの旧町村プファールハイム、リンデルバッハ、レーリンゲン、シュレツハイムと、それぞれに属す小集落からなる。プファールハイムとレーリンゲンは中核市区からそれぞれ 11 km、7 km 離れている。これら4地区は、バーデン＝ヴュルテンベルク州の市町村法による「オルトシャフト」（以下、「市区」と訳す）であり、各市区の住民選挙により、市区長と市区議会を選出することができる。
中核市区と各市区には、固有の名称を持つ住宅街や市街地がある。これらの多くはそれぞれ固有の歴史的背景を有している。中核市区には、建設時に固有の名前を付けられた住宅地が存在するが、その詳細な境界は確定されていないことが多い。
- 中核市区: ブラウネ・ハルト、シュロス・オプ・エルヴァンゲン、シェーネンベルク
- プファールハイム市区: ベールスバッハ、ブーフハウゼン、ハルハイム、ハンマーミューレ、ハルト、ヒルルバッハ、ホーホグロイト、ホーフシュテッテン、プファイフホイスレ、ゾンネンホーフ
- リンデルバッハ市区: ボルストホーフ、アイゲンツェル、ゲーレンゼークミューレ、ホルバッハ、カルクヘーフェ、ケラーハウス、ラーベンホーフ、ラットシュタット、ロートクロイツ、ショイエンゼークミューレ、シェーナウ、シェーネンベルク、シュトッケン、シュトッケンゼークミューレ、トレッペルミューレ
- レーリンゲン市区: デッテンローデン、エルバーシュヴェンデン、エルプフェンタール、ハイスターホーフェン、キリンゲン、ノイハイム、レトレン、シャーフホーフ、シュタイクベルク、ジュスホーフ、ヴァグナースホーフ
- シュレツハイム市区: アルトマンスロート、アルトマンスヴァイラー、バーンミューレ、エッゲンロート、エンゲルハルツヴァイラー、エスパハヴァイラー、グラスゼークミューレ、グリースヴァイラー、ヒンターレンゲンベルク、ヒンターシュタインビュール、リンデンホイスレ、リンデンホーフ、リンデンケラー、エルミューレ、ローテンバッハ、シュライフホイスレ、フォルダーレンゲンベルク

### 地域計画
エルヴァンゲンは、オストヴュルテンベルク地方の中級中心をなしている。その影響地域は、エルヴァンゲン市自身の他に、オストアルプ郡北部の10町村、アーデルマンスフェルデン、エレンベルク、ヤクストツェル、ノイラー、ライナウ、ローゼンベルク、シュテットレン、タンハウゼン、ウンターシュナイトハイム、ヴェルトである。

### 土地利用
| 土地利用種別面積 | 農業用地 | 森林   | 住宅地 | 産業用地 | 交通用地 | 水域  | レジャー用地 | その他 |
| ---------------- | -------- | ------ | ------ | -------- | -------- | ----- | ------------ | ------ |
| 面積 (km2)       | 64.97    | 42.20  | 4.33   | 1.73     | 7.29     | 1.66  | 0.71         | 4.51   |
| 占有率           | 51.0 %   | 33.1 % | 3.4 %  | 1.4 %    | 5.7 %    | 1.3 % | 0.6 %        | 3.5 %  |

州統計局の2015年現在のデータによる。

### 地質学
市域の北部と西部は、コイパー中期のシュトゥーベン砂岩の地層である。様々な比率で泥灰岩を含有した砂岩の層は、シュヴェービッシュ＝フレンキッシェ森林山地に典型的な、狭い範囲での土壌の変化をもたらす。エルヴァンゲンはこの森林地域の南端、コイパー地域やアルプフォアラントとの境界近くに位置している。
エルヴァンゲン中核市区と、そのやや南東に位置するノインハイム地区との間に南ドイツ地域で特徴的なケスタが見られる。傾斜が形成されたのはここではシュヴァルツェ・ジュラ紀（別名: ライアス統）である。やや風化した泥灰岩の岩塊が急な斜面を形成している。ヤクスト川の水面から数メートル高い位置の中核市区にあるエルヴァンゲン駅は高度 433 m、シェーネンベルクの高度は海抜 516 m である。シェーネンベルクは、ライアス高地の張り出し部にあたるシュロスベルクよりもやや低い。
さらに東に位置するレーリンゲン市区やプファールハイム市区は、シュヴァルツジュラ高地に位置する。ここには主に、粘土を含有した泥灰岩の土壌である Pelosol-Braunerden や Pelosole が分布している。
シェーネンベルクやシュロスベルクから南東方向のライアス高地は高度差があまりない古ドナウ川の平地である。ヤクスト川の谷からこの高地への少なからぬ高度差は、道路建設や、20世紀に計画されて結局建設されなかったプファールハイムへの鉄道建設の大きな障害となった。
肥沃で森の少ないライアス高地では特に集約的な農業が営まれた。これに対して、フィルングルントと呼ばれるコイパー山地の栄養分に乏しい土地は、主に林業に利用されている。

### 気候
エルヴァンゲン測候所 (439 m) の観測値は、シュヴェービッシュ＝フレンキッシェ森林地域の典型的な値である。気候は主に亜大陸性で、年間を通じて比較的低い降水量と大きな温度変化を示す。月間平均気温は1月の -1.2 ℃から7月の 16.9 ℃まで変動する。年間平均気温は 7.7 ℃である。エルヴァンゲン市内のコイパー森林山地では年間 140日から 160日は、1日の平均気温が 10 ℃を超える。フィルングルントでは、春になってからの寒さのぶり返しは普通のことで、しばしば起こる。コイパー森林山地における平均年間降水量は場所によって変動する。少ない場所では、約 750 - 900 mm である。
| エルヴァンゲン＝リンデルバッハの気候                                                                                                 | エルヴァンゲン＝リンデルバッハの気候 | エルヴァンゲン＝リンデルバッハの気候 | エルヴァンゲン＝リンデルバッハの気候 | エルヴァンゲン＝リンデルバッハの気候 | エルヴァンゲン＝リンデルバッハの気候 | エルヴァンゲン＝リンデルバッハの気候 | エルヴァンゲン＝リンデルバッハの気候 | エルヴァンゲン＝リンデルバッハの気候 | エルヴァンゲン＝リンデルバッハの気候 | エルヴァンゲン＝リンデルバッハの気候 | エルヴァンゲン＝リンデルバッハの気候 | エルヴァンゲン＝リンデルバッハの気候 | エルヴァンゲン＝リンデルバッハの気候 |
| 月 | 1月                                  | 2月                                  | 3月                                  | 4月                                  | 5月                                  | 6月                                  | 7月                                  | 8月                                  | 9月                                  | 10月                                 | 11月                                 | 12月                                 | 年                                   |
| --- | ------------------------------------ | ------------------------------------ | ------------------------------------ | ------------------------------------ | ------------------------------------ | ------------------------------------ | ------------------------------------ | ------------------------------------ | ------------------------------------ | ------------------------------------ | ------------------------------------ | ------------------------------------ | ------------------------------------ |
| 日平均気温 °C （°F） | −1.2 (29.8)                          | −0.2 (31.6)                          | 3.1 (37.6)                           | 7.1 (44.8)                           | 11.8 (53.2)                          | 15.1 (59.2)                          | 16.9 (62.4)                          | 16.2 (61.2)                          | 12.8 (55)                            | 8.2 (46.8)                           | 3.2 (37.8)                           | −0.1 (31.8)                          | 7.74 (45.93)                         |
| 降水量 mm （inch） | 67.2 (2.646)                         | 59.6 (2.346)                         | 61.8 (2.433)                         | 63.5 (2.5)                           | 79.3 (3.122)                         | 93.5 (3.681)                         | 88.9 (3.5)                           | 80.8 (3.181)                         | 55.1 (2.169)                         | 56.9 (2.24)                          | 65.8 (2.591)                         | 74.3 (2.925)                         | 846.7 (33.334)                       |
| 出典：Deutscher Wetterdienst “Wetter und Klima - Deutscher Wetterdienst - Leistungen - Langjährige Mittelwerte”. 2017年9月13日閲覧。 |                                      |                                      |                                      |                                      |                                      |                                      |                                      |                                      |                                      |                                      |                                      |                                      |                                      |

## 歴史

### 古代
現在のエルヴァンゲンにあたる地域は、ケルト時代からローマ時代にはおそらく疎らに人が住んでいるだけであった。ローマ帝国の北の国境であるリーメスは現在の市の中心部の南数 km を通っていた。リーメスは、元々は2世紀に防御柵として建設され、しばらく後に石壁に造り替えられた。防御柵は現在のプファールハイム地区の中央を通っていた。プファールハイム近郊、現在のハルハイム近くにローマ時代の城砦跡があり、その輪郭が埋設物によって判別できる。
人が定住していた第2の痕跡は5世紀のものである。当時はアレマン人の村としてのプファールハイムが建設されており、その遺構は現在も墓地という形で見て取れる。7世紀にはヤクスト川の谷にもアレマン人定住地が形成された。この定住地には急斜面の牧草地の名前が付けられ、「Alaho の放牧地そばの入植地」と呼ばれた。その後エルヴァンゲン修道院が設立され、これを機にフィルングルントでの継続的な入植が行われるようになった。

### 都市の歴史

#### エルヴァンゲン修道院

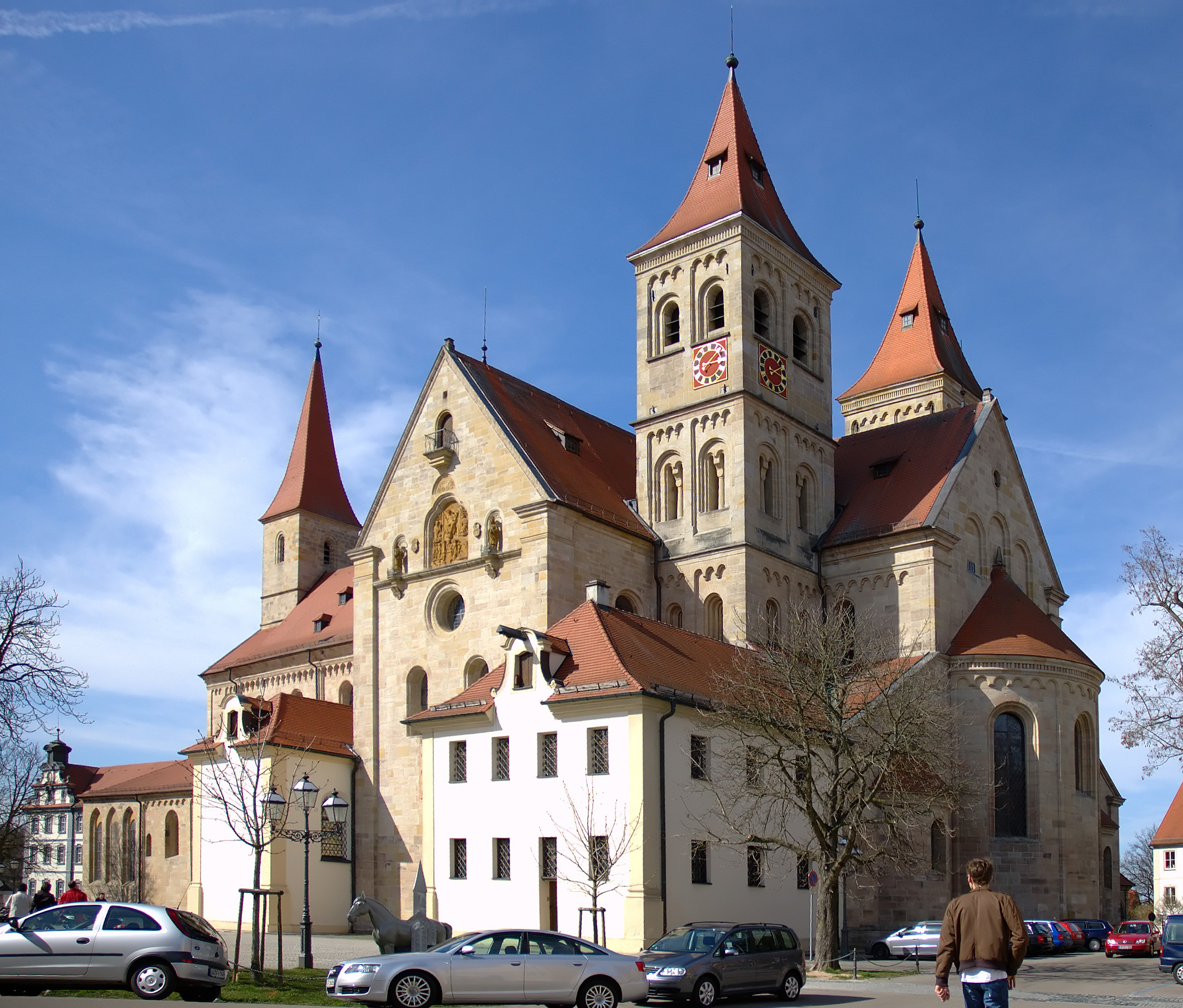
旧修道院教会、現在の聖ファイト教会

エルヴァンゲンは7世紀にアレマン人入植地としてシュテルツェンバッハ川沿いに建設された。フランケンとシュヴァーベンとの境界の森フィルグンナの入植地近くの丘にハリオルフとエルロルフ（フランスの都市ラングルの司教）が764年（750年?）にベネディクト会修道院を創設した。この2人の兄弟は、バイエルン＝アレマン系貴族の出身であった。これは、たとえばムルハルト、シェフトラルン、ノイミュンスター（現在はアルテンミュンスターの一部）など、現在の南ドイツ地域で数多くあった修道院新設の一つであった。エルヴァンゲン修道院は設立後数年にカール大帝に移譲された。これによりエルヴァンゲン修道院は、王の修道院となった。この修道院は、早くも814年4月8日にルートヴィヒ敬虔王の文書に Elehenuuang として初めて記述されている。この修道院は817年から帝国修道院の一つとなった。修道院はその特権を背景に急速に発展し、9世紀初めにはすでに100人以上の修道士を擁するまでになった。経済発展は、当初これと歩調を合わすことができなかった。それは、エルヴァンゲン修道院の創設段階ではまだ、この地域の特に耕作可能な土地の多くがフルダ修道院の所有であったためである。
スラヴの使徒として知られるビザンチン/ギリシアのメトディオスは、バイエルンの司教の謀略によって、この修道院の牢獄に約2年半の間（870年 - 873年）投獄されていた。メトディオスは、873年にローマ教皇ヨハネス8世の調停により釈放された。
12世紀から13世紀に修道院に属す居住地区が都市に成長した。しかしその住人は修道院の高権下に置かれていた。この修道院は遅くとも1124年には、「免属)」とよばれる教皇直轄の修道院となった。免属の修道院は1215年から帝国諸侯となった。1337年頃にフォークトとしてエッティンゲン伯が記録されている。修道院長は1381年にこのアムトを伯から買い取った。
修道院長は市の役所に1年分の報酬と引き替えに業務を委託した。これは市の行政担当者にも、議員を兼ねていた裁判所職員に対してもなされた。聖職者自身や山林管理人はその職を確保した。

### エルヴァンゲン修道参事会諸侯領

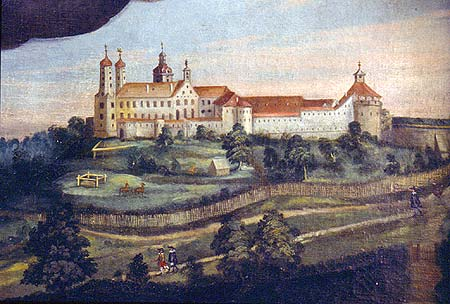
1627年に描かれたシュロス・オプ・エルヴァンゲン

およそ200年におよぶ持続的衰退期の後、貴族出身の修道士によって宗教改革を免れた修道院は、1460年に免属の世俗の修道参事会に変質した。修道参事会長はシュロス・オプ・エルヴァンゲン（エルヴァンゲン高台の城館）に住み、教会においては司教の権利を有していた。彼は修道参事会諸侯領を防衛するための軍隊を保持しており、平時にも40人の兵がいた。その当初の支配域は、アムト・エルヴァンゲン、アムト・タンネンブルク、アムト・コッヘンブルクを含んだ。1471年にアムト・レトレン、1545年にヴァッサーアルフィンゲン、1609年にホイヒリンゲンがこれに加わった。1800年頃、この修道参事会諸侯領はフランケン騎士クライスのオーデンヴァルト騎士カントンに登録されている。
エルヴァンゲンでは、説教師のヨハン・クレスが1524年から宗教改革の思想を広めていった。エルヴァンゲン司祭ゲオルク・ムンパハはこの年に宗教改革を要求する14か条を教区教会に打ち付けた。アウクスブルク司教が彼を破門にしたが、市は彼を支援した。聖堂参事会員たちは殺害の脅迫を受け、その多くがこの街を去った。ムンパハは1525年に農奴制の廃止、修道院の改革と破壊を宣言した。彼の提案にエルヴァンゲンの農民たちが集まり、市と城館への突入を強行した。市民は、1525年4月26日に12か条の要求を受け容れざるを得なかった。約2000人の農民たちは続いて周辺部へ移動しメンヒスロート修道院を略奪し、ディンケルスビュール市をも屈服させた。エルヴァンゲンでも略奪や破壊が行われ、市民たちはついに農民たちを市から追い払った。1525年5月17日にエルヴァンゲンの群集はシュヴァーベン同盟軍によって最終的に征服された。ムンパハとクレスは逮捕され、有罪判決を受けて、1525年11月7日にラウインゲンで斬首された。
遅くとも14世紀には、ヴュルテンベルク家はエルヴァンゲン内にフォークト代理を置いていた。クリストフ公は辺境伯アルブレヒト・アルキビアデスによるエルヴァンゲン放火の脅迫を切り抜けた。ドイツ騎士団総長ヴォルフガング・シュッツバールは修道参事会諸侯領のアムトを要求し、1553年にエルヴァンゲンを占領した時も、クリストフ公はこれに対抗する準備を行ったが戦闘を行わずに明け渡しを得ることに成功した。
1588年と1611年から1618年までの間に約 450人の男女がエルヴァンゲンの魔女狩りで殺害された。エルヴァンゲンはバンベルク司教領と並んで最も集中的に魔女狩りが行われた街である。2001年にカトリックの聖フィトゥス教会は、魔女狩りの犠牲者を追悼して、当時の刑場脇の櫓の壁を象った記念碑を建立した。この記念碑は芸術家で司祭のジーガー・ケーダーが制作した。

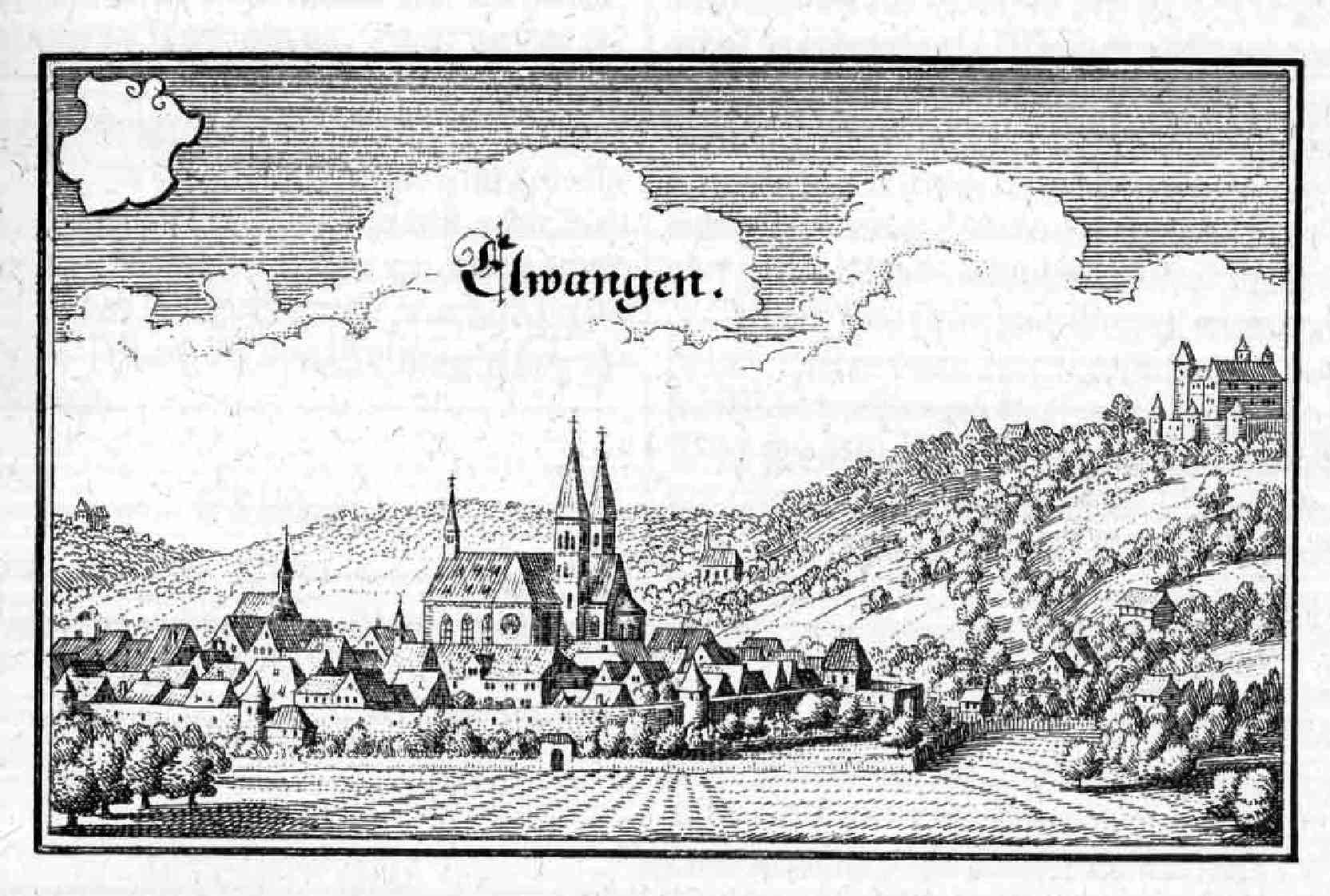
1643年に制作されたマテウス・メーリアンの銅版画に描かれたエルヴァンゲン

三十年戦争では、1626年から1635年までの間に疫病がこの街に多くの死者をもたらした。エルヴァンゲンはカトリック連盟に参加し、多大な金銭的貢献を行った。1632年5月22日にこの街はスウェーデン軍に占領された。グスタフ・アドルフ王はエルヴァンゲンに自らの代行者としてホーエンローエ＝ノイエンシュタイン伯を派遣した。彼は1633年夏に多くの神父、司祭、修道参事会員を追放し、カトリックの礼拝を禁止して改革派の礼拝を行わせようと試みた。1634年9月9日、ネルトリンゲンの戦いの3日後にホーエンローエ＝ノイエンシュタイン伯はエルヴァンゲンを明け渡した。
修道参事会諸侯領の時代、市長は修道参事会から指名され、給料を得ていた。市参事会員は市議会が推薦し、修道参事会が指名した。

### ヴュルテンベルク統治時代
1802年に修道院が世俗化され、エルヴァンゲンはヴュルテンベルクの統治下に置かれた。当初この街はノイヴュルテンベルク管区の本部所在地であった。1807年にヤクスト郡の郡庁所在地となり、1924年まで存続した。ヴュルテンベルク王は、エルヴァンゲンを自らの国のカトリックの司教座都市とするつもりであった。それに先立ち1812年に総代理司祭と聖職者セミナーおよびカトリック神学校を招聘した。この新たに設立されたエルヴァンゲン大学は後にテュービンゲン大学の一部となり、神学校は1817年にテュービンゲンのコレギウム・イルストレに、聖職者セミナーはロッテンブルク・アム・ネッカーに移され、1821年にヴュルテンベルクの新しい司教座となった。

### 20世紀の発展

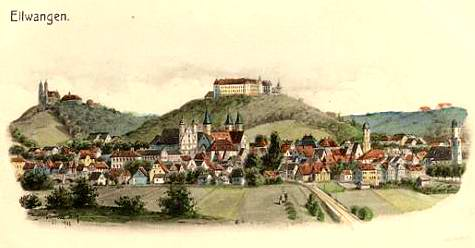
1900年頃のエルヴァンゲン

エルヴァンゲンはその後オーバーアムトの本部が置かれたヴュルテンベルクの小都市として存在したが、1938年にそのオーバーアムトが廃止された。これ以後、この地域はアーレン郡に含まれたが、1973年1月1日の郡再編によりオストアルプ郡の一部に統合された。
1916年から1918年の間エルヴァンゲンの街外れヴォルフガングスヘーエに約 600人の捕虜となった司令官を収容するためのバラックが建設された。1918年の11月革命では、労兵レーテおよび農民レーテがエルヴァンゲンで組織されたが、大きな騒動は起こらなかった。1919年の地方議会選挙でも、国民議員選挙でもエルヴァンゲンでは中央党が多数の票を獲得した。
エルヴァンゲンはヴァイマル共和政の終焉まで中央党の牙城であった。1933年3月5日のドイツ国会選挙でも、中央党は 63 % の票を獲得した。NSDAPの得票率は 25 % であった。統制の時代、1933年春に市議会が解散させられ、国会議員選挙の得票率に応じて議席が配分されることとなった。1933年7月の中央党解党後、市議会の中央党所属議員は1934年1月までに徐々にNSDAPの議員に置き換えられていった。長年市長を務め、名誉市民にも選ばれたカール・エッテンスベルガーは1933年8月に引退を申し出た。ヴュルテンベルクの内務大臣は、後継者に管区指導者のアドルフ・ケラーを据えた。かつての下士官学校には1934年、SS部隊が駐在することとなった。同年、国家権力とカトリック教会との衝突が先鋭化し、エルヴァンゲンで大きな緊張関係が生じた。これにより、主にSS隊員によるアンチキリスト的な落書き、愚蔑的な行進、器物損壊などが起こった。
1941年7月から1942年10月までSS兵舎の敷地内にダッハウ強制収容所の分所が設けられた。ここには主に政治犯や保護拘禁者が収容された。収容されたのはほぼ例外なくドイツ人であった。彼らは兵舎内で様々な労働に従事させられた。1943年6月から終戦までエルヴァンゲンにはナッツヴァイラー/エルザス強制収容所の分所が置かれていた。ここには様々な国の50人から100人が収容されており、建設作業を強いられた。
1945年4月7日の朝にヘッセンタール死の行進がエルヴァンゲンを通った。衰弱の著しい収容者50人が駅前に置き去りにされた。何人かが周辺の家でパンをねだったが、監視人は情け容赦なく彼らを追い払った。その後20人の死者と8人の存命の収容者がダルキンゲン近郊の採砂場へ連れて行かれ、生きている者はそこで射殺され、死者とともに埋葬された。強制収容所収容者の大部分はノインハイムまで連れて行かれた。そこでも少なくとも23人の死者が採石場に埋葬された。
第二次世界大戦中エルヴァンゲンは空爆を免れた。市が占領される直前の1945年4月22日にアメリカ軍の砲撃を受け、5人が死亡、24棟の建物が破壊された。ボヘミアの森南部をはじめとする故郷を逐われた多くの人々が流入し、この街の人口は戦後約 50 % 増加した。1970年代のバーデン＝ヴュルテンベルク州の地域再編に伴う市町村合併で、市域は現在の広さとなり、人口は1972年に2万人を超えた。その結果、市当局は大規模郡都市への昇格を申請し、バーデン＝ヴュルテンベルク州の州政府は1972年2月1日にこれを承認した。さらにエルヴァンゲン地域は1980年代半ばの連邦アウトバーン A7号線およびそのエルヴァンゲン・インターチェンジの完成により大きな経済発展を遂げている。

### 軍事都市エルヴァンゲンの歴史
エルヴァンゲンで最初の兵士は、早くも980年にエルヴァンゲン修道院の記録文書に記述されている。イタリアでの反乱に対するオットー2世の戦いにエルヴァンゲン修道院は40人の装甲騎兵を提供した。1455年には対トルコ戦に30人を送っている。ヴュルテンベルク伯ウルリヒは1460年のプファルツおよびバイエルン征伐に市兵を要求している。同じ年の10月に改めて今度は騎兵 30、歩兵 200の兵力を要求している。その後エルヴァンゲンには長らく兵舎がなかった。1705年から1707年までシュヴァーベン軍の騎兵隊はシュロス・オプ・エルヴァンゲンに宿営した。1792年から1815年の対仏大同盟戦争ではこの街に割り当てられた兵士も戦闘に参加した。世俗化され、ヴュルテンベルクの統治が始まると、1802年にオーベルニツ大隊 624人、砲撃手 13人、カノン砲 2門、軽騎兵 78騎からなるヴュルテンベルク軍がエルヴァンゲンに配備され、街に軍備がなされた。エルヴァンゲンはヴュルテンベルクのフリーデンス兵舎があり、新たに編制されたエルププリンツ歩兵大隊を擁していた。兵舎には市の中心部にある旧イエズス会修道院が使われた。その後兵舎は継続的に強化されていった。兵士の数も増加し、1812年には1550人に達した。このため、1812年のナポレオンによるロシア遠征ではヴュルテンベルク軍は最も甚大な損失を被り、1820年にエルヴァンゲン兵舎は廃止された。管区司令官だけは1909年までエルヴァンゲン城に残った。1909年ベルク通りに新しい建物（ベルク兵舎）が建設された。
1914年ヴュルテンベルク軍は、エルヴァンゲン駐屯地に下士官予備学校を設けることを決定した。第一次世界大戦中であるにもかかわらず、大規模な新設工事とミュールベルク兵舎（1968年からはラインハルト兵舎）の定礎がなされた。エルヴァンゲンはヴュルテンベルクで最も重要な軍事都市の一つとなった。しかし、ヴェルサイユ条約での取り決めに従って、エルヴァンゲン駐屯地は1921年に廃止された。建物は、初めは機動警察署として利用され、後には福音主義教会の孤児院に転用された。1933年からは親衛隊の兵舎として使用された。1933年8月に初めは「ヴュルテンベルク警察機動隊」が、1934年に組織改革がなされ、親衛隊特務部隊第1連隊「ドイチュラント」の「III. Sturmbann」が、1939年の開戦後は武装親衛隊およびドイツ国防軍の教育部隊および予備兵部隊が駐屯した。その結果、大規模な拡張工事がなされた。戦争中には兵舎の敷地ではスペースが不足したため、エルヴァンゲン市内の建物、たとえばかつてのベルク兵舎やヨーゼフィヌムが接収された。1945年4月、エルヴァンゲンの兵舎にいた36人の兵士がリパッハの虐殺の犠牲となった。
戦後は、1956年にすべての兵舎がドイツ連邦軍に引き渡されるまで、アメリカ軍部隊が一時的にミュールベルク兵舎に駐留した。兵舎の敷地は大幅に拡張された。ダルキンゲンとシェーネンベルクに、演習地が設けられた。1958年から2008年までエルヴァンゲンには第30装甲擲弾兵旅団の司令部が駐屯した。2014年1月末に、最後まで残っていた軍の部隊、第465輸送大隊が廃止された。エルヴァンゲンには連邦言語庁の南部言語センターだけが残っている。

### 市町村合併
エルヴァンゲン市は、以下の町村と合併した。
- 1972年1月1日: リンデルバッハ、レーリンゲン、シュレツハイム
- 1973年1月1日: プファールハイム

## 住民

### 人口推移
中世から近世にかけてエルヴァンゲンは、人口数百人程度のとても小さな街であった。人口はゆっくりと増加しては、戦争、疫病、飢饉で元に戻ることを繰り返した。19世紀の工業化の始まりとオベーレ・ヤクスト鉄道の建設が人口増加を加速した。1803年この街には 2,451人が住んでいたのだが、1910年には早くも倍加していた。その後も人口増加は続いた。1939年にエルヴァンゲンの人口は 9,415人になっていた。
第二次世界大戦後、旧ドイツ東部領土からの難民や追放された人々の波で、本市の人口は1961年には 12,538人に達した。以前は独立した町村であったシュレツハイム、プファールハイム、リンデルバッハ、レーリンゲンを併せた1975年の人口は 21,994人となった。バーデン＝ヴュルテンベルク州統計局の研究結果に基づく2005年末のエルヴァンゲンの「公式人口」は、25,260人の過去最高値を記録した。
以下の表は各時点での市域内の人口を示している。1871年までは推定概算値、それ以後は人口調査結果 (1) または州統計局による公的な研究結果である。
| 時期            | 人口（人） |
| --------------- | ---------- |
| 1803年          | 2,451      |
| 1810年          | 2,032      |
| 1823年          | 2,608      |
| 1843年          | 3,802      |
| 1861年          | 3,623      |
| 1871年12月1日   | 4,145      |
| 1880年12月1日 ¹ | 4,697      |
| 1890年12月1日 ¹ | 4,606      |

| 時期            | 人口（人） |
| --------------- | ---------- |
| 1900年12月1日 ¹ | 4,747      |
| 1910年12月1日 ¹ | 4,722      |
| 1925年6月16日 ¹ | 5,653      |
| 1933年6月16日 ¹ | 5,924      |
| 1939年5月17日 ¹ | 6,944      |
| 1946年          | 9,415      |
| 1950年9月13日 ¹ | 10,390     |
| 1961年6月6日 ¹  | 12,538     |

| 時期            | 人口（人） |
| --------------- | ---------- |
| 1970年5月27日 ¹ | 13,155     |
| 1975年12月31日  | 21,994     |
| 1980年12月31日  | 21,242     |
| 1987年5月25日 ¹ | 21,538     |
| 1990年12月31日  | 22,594     |
| 1995年12月31日  | 24,153     |
| 2000年12月31日  | 24,836     |
| 2005年12月31日  | 25,260     |

| 時期           | 人口（人） |
| -------------- | ---------- |
| 2010年12月31日 | 24,589     |
| 2015年12月31日 | 26,574     |

1 人口調査結果

### 宗教

#### キリスト教

##### カトリック教会

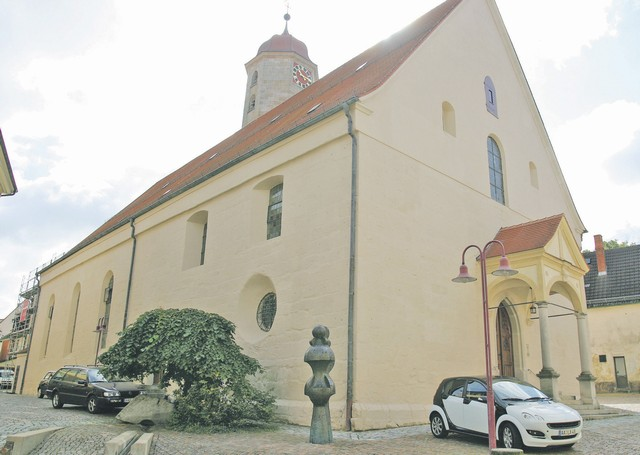
マリエンベルク市教会

エルヴァンゲンは、元々はアウクスブルク司教区の一部であった。修道院教会を含むエルヴァンゲン修道院は、遅くとも1124年には「免属」と呼ばれる司教区から独立した、教皇直轄の状態になった。市自体とエルヴァンゲンの他の教会や礼拝堂は引き続きアウクスブルク司教区に属した。聖ファイト修道院教会の他に、13世紀からは市の教区教会マリエン教会が設けられた。1460年にエルヴァンゲン修道院は、世俗の修道院参事会に移譲された。1460年から宗教改革を成し遂げようという動きが興ったが、修道参事会長ハインリヒ・フォン・デア・プファルツの抵抗によって挫折した。
1568年に、エルヴァンゲン修道参事会長オットー・トルフゼス・フォン・ヴァルトブルクの招きによりドイツ人初のイエズス会士ペトルス・カニージウスがエルヴァンゲンを訪れた。その翌年、近隣のディリンゲンからイエズス会士たちが司牧のためにしばしばこの街にやって来ている。その小さな支部が1611年に建設された。要請に従って支部を拡大した後、4人のイエズス会司祭がこの街に着任した。彼らの使命には領主の告解、シェーネンベルクへの巡礼支援、ギムナジウムの強化が含まれていた。ギムナジウムはその年の内に4クラスが開校し、その後短い期間に6クラスが増設された。住民の好評によりこの学校は1723年から1729年に哲学コースを設けた。この頃に、セミナーハウスの隣にイエズス教会の建設も行われた。世俗化に伴いこのイエズス会の学校は、1802年12月21日にヴュルテンベルク公フリードリヒ2世により廃校とされた。建物は教会も含め国の所有となった。
ヴュルテンベルクに併合されるまで純粋なカトリックの街であったエルヴァンゲンに福音主義教会が設立された事による構造変革に伴って、修道院教会とマリエン教会の両カトリック教会区は1818年に統合された。この街唯一の教区教会となった聖ファイト教会は、ロッテンブルク司教区の創設に伴って首席司祭区の主邑となった。
元々墓地教会として市壁の外側に建設されていたゴシック様式の聖ヴォルフガング教会は、1969年にエルヴァンゲン第2の教区教会となった。これ以後この教会はシュレツハイム地区のカトリック信者も管轄することとなった。急速に増加するエルヴァンゲンの人口を背景に、1973年にプレハブ工法で建設された聖霊教会が第3の教区教会となった。この3つの教区は現在、エッゲンロートの聖パトリシウス支教会を含めて、エルヴァンゲン中核市区のカトリック信者 9,700人が所属する司牧会1を形成しており、オストアルプ郡の全主席司祭区が統合されたオストアルプ首席司祭区に属している。
現在エルヴァンゲンに属している市区においても、宗教改革後もカトリックが保たれていた。これらの教会組織は現在エルヴァンゲン首席司祭区内で司牧会2を形成している。我らが聖母教会（シェーネンベルク教会、リンデルバッハのカトリック信者を管轄する）、レーリンゲンの聖ペトルスおよびパウルス教会、ベールスバッハの洗礼者聖ヨハネ教会、プファールハイムの聖ニコラウス教会である。

##### 福音主義教会

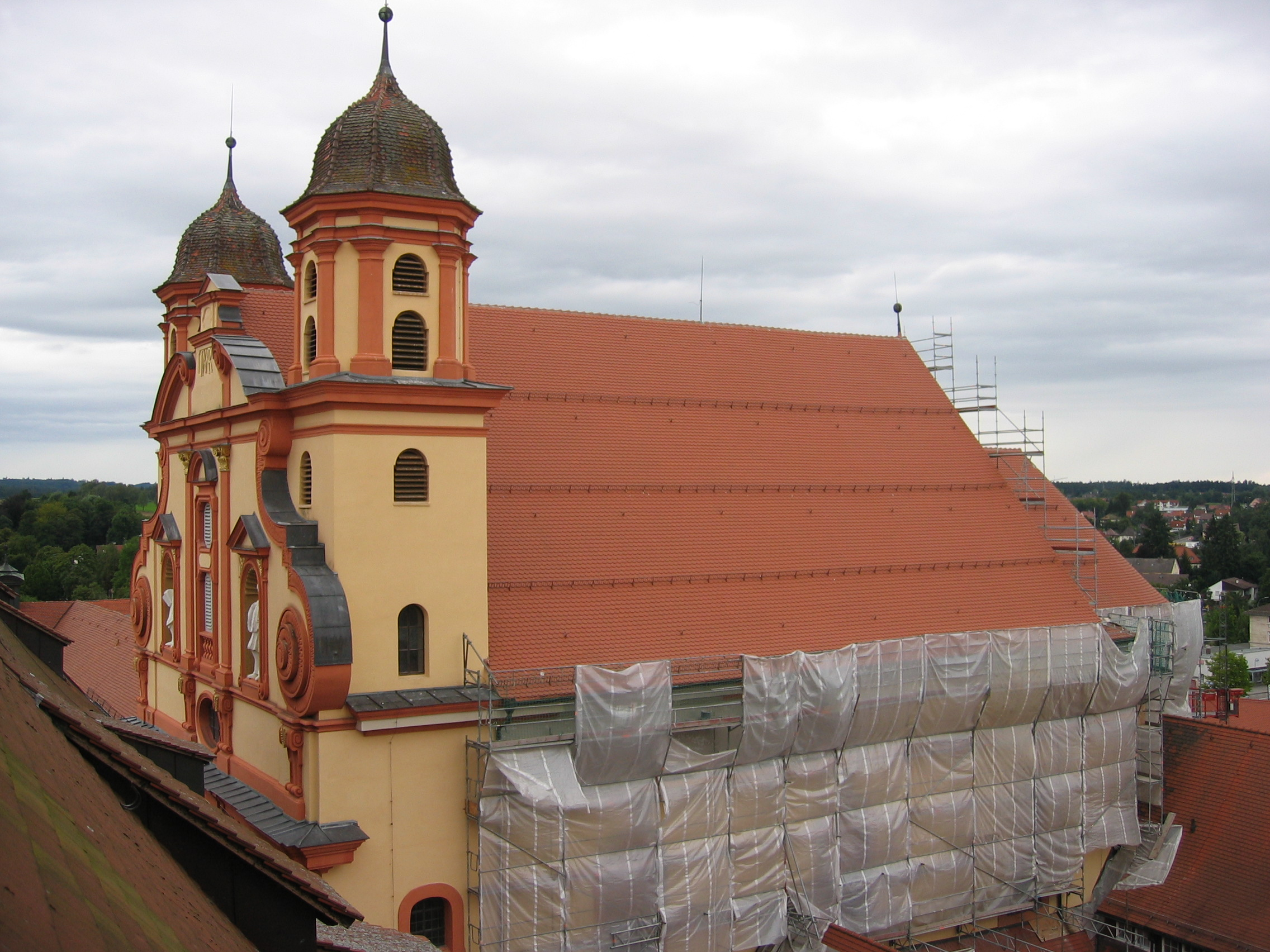
聖ファイト教会の屋根から観たエルヴァンゲン福音主義教会

16世紀、農民戦争の時代にはすでに、何人かの住民たちは福音主義を信仰していた。しかし、修道参事会長オットー・フォン・ヴァルトブルクは、市および修道参事会諸侯領全域では完全にカトリックを信仰することとした。
ヴュルテンベルクへの移管後、兵舎建設の時代にプロテスタントの信仰が再びエルヴァンゲンにもたらされた。1802年にはすでに、建築上は以前と変わらずカトリックの修道院教会とつながっている旧イエズス会教会が、福音主義の兵舎教会とされた。この教会は初めハイデンハム監督区に、1810年からはアーレン監督区に属した。その後エルヴァンゲン兵舎が廃止され、プロテスタントの人口が再び減少したにもかかわらず、1817年に市教会区が設けられた。旧イエズス会教会はエルヴァンゲンのプロテスタント教区教会となった。州の役所の建設により、市のプロテスタント人口は再び増加した。現在エルヴァンゲン市民全体の 1/5 にあたる 5,474人（2003年1月1日現在）がプロテスタント信者である。リンデルバッハ地区やシュレンツハイム地区の教会も含め、プロテスタントの教会組織はヴュルテンベルク福音主義地方教会のアーレン教会管区に属す。プファールハイム地区とレーリンゲン地区のプロテスタント信者はウンターシュナイトハイム＝ヴァルクスハイム教会に属す。

##### 正教会
エルヴァンゲンには、メトディウス礼拝堂と、ブルガリア人、マケドニア人、スロヴァキア人の追悼プレートが設けられたメトート広場がある。ブルガリアの教育、文化、キリル文字の記念日（5月24日）には毎年、聖フィトゥス教会での礼拝を伴う巡礼が行われる。

##### その他の教会
カトリックおよび福音主義の二大宗派の他にエルヴァンゲンには自由教会が存在する。たとえば、エルヴァンゲン自由福音主義教会（バプテスト教会）e.V.、クリストゥス＝ゲマインデ・エルヴァンゲン e.V. などである。また、新使徒派教会、エホバの証人、末日聖徒イエス・キリスト教会（モルモン教）もエルヴァンゲンで活動している。

#### ユダヤ教
早くも中世にはこの街にユダヤ教会があった。疫病や迫害などにより遅くとも14世紀半ばには、エルヴァンゲンにはユダヤ教徒がいなくなった。17世紀中頃になってやっとエルヴァンゲンにユダヤ人が定住した。その人口は急速に増加し、1870年に改めてユダヤ教会が設立された。この教会はオーバードルフ・アム・イプフのレビ管区に位置づけられた。1885年、この教会には99人が属していた。全人口に占める割合は比較的小さいが、この家族は大きな経済力を有していた。彼らは、家畜商に従事し、屑屋、宿屋、書店兼古書店、農機具商、新聞も発行する印刷所を営んでいた。
19世紀末にユダヤ人は減少し始めた。その多くがより大きな都市に移り住んだ。1933年にはそれでも15人のユダヤ人がこの街に住んでいた。その2年後にユダヤ教会は解散した。現在もユダヤ教の礼拝堂とユダヤ人墓地が遺されている。
死者は長らくアウフハウゼンのユダヤ人墓地に埋葬された。1901年になってエルヴァンゲンのフンガーベルクにユダヤ人墓地が設けられた。この墓地は1943年に閉鎖され、1944年に墓石が移動され、子供の遊戯広場が造られることとなった。この広場は実際には造られなかった。1938年にアメリカに移住したエルヴァンゲンの家畜商人の息子で、アメリカ軍士官となっていたエリック・レヴィーが、1945年に墓石を設置し直すよう命じた。旧NSDAP党員もこの作業への参加を強いられた。

#### イスラム教
この街にはムスリムの礼拝所がある。

## 行政

### 議会
エルヴァンゲンの市議会は、35人の議員と議長を務める市長で構成されている。市長は投票権を有する。

### 首長
エルヴァンゲンのトップは、修道院院長およびは院長が指名する都市代官であった。エルヴァンゲンの年代記は都市創設者ハリオルフを、初代修道院長として、従って同時に市の代表者 (ドイツ語: Stadtoberhaupt)として記述している。その任期は764年から780年であった。18世紀後半から市の代表者は「フィーツェドーム」とも呼ばれた。この他に、やはり修道院長または院長代理から業務を委託されるシュタットシュルタイス (ドイツ語: Stadtschultheiß) がいた。市の裁判所は同時に市議会でもあった。
ヴュルテンベルクへの移行後の1819年にシュタットシュルタイス制が採用された。1930年からその公式名称はビュルガーマイスター  (ドイツ語: Bürgermeister) に改められた。1972年2月1日の大規模郡都市への昇格に伴い、首長の公的名称が上級市長 (ドイツ語: Oberbürgermeister) となった。上級市長は現在8年ごとに直接選挙で選出される。上級市長は議会の議長を務める。上級市長代理は、ビュルガーマイスターの職名で第1副市長が務める。
第二次世界大戦後の首長を以下に列記する。
- 1945年: フーゴ＝ヴィルヘルム・エヒスレ
- 1945年 - 1946年: オットー・シュライナー
- 1946年 - 1954年: アロイス・ザイボルト
- 1954年 - 1962年: アロイス・ロートマイアー
- 1962年 - 1982年: カール・ヴェール
- 1982年 - 1995年: シュテファン・シュルテス
- 1995年 - 2003年: ハンス＝ヘルムート・ディートリヒ
- 2003年 - 2019年: カール・ヒルゼンベーク
- 2019年 - : ミヒャエル・ダムバッハー

### 紋章と旗
エルヴァンゲン士の紋章は青地で、端から端まで貫く赤いアンドレアス十字。スペースに4輪の金のユリを配している。市の旗は青 - 赤である。エルヴァンゲン修道院参事会は、1480年にラングルで修道院創始者ハリオルフの紋章について調査し、ラングル司教区の紋章を参照することとした。ラングル司教は、13世紀初めからフランスの大貴族がこれを務め、フランス王からユリの紋章を使うことを許されていた。紋章は1802年/03年から現在の形となった。

### 姉妹都市
- ラングル（フランス、オート＝マルヌ県）1964年
- アッビアテグラッソ（イタリア、ロンバルディア州）1991年

これら両都市間でも姉妹都市協定が結ばれている。
エルヴァンゲンは、1980年にカプリツェ市および同名の郡から追放されたドイツ人に対する支援協力関係を結んでいる。

## 経済と社会資本

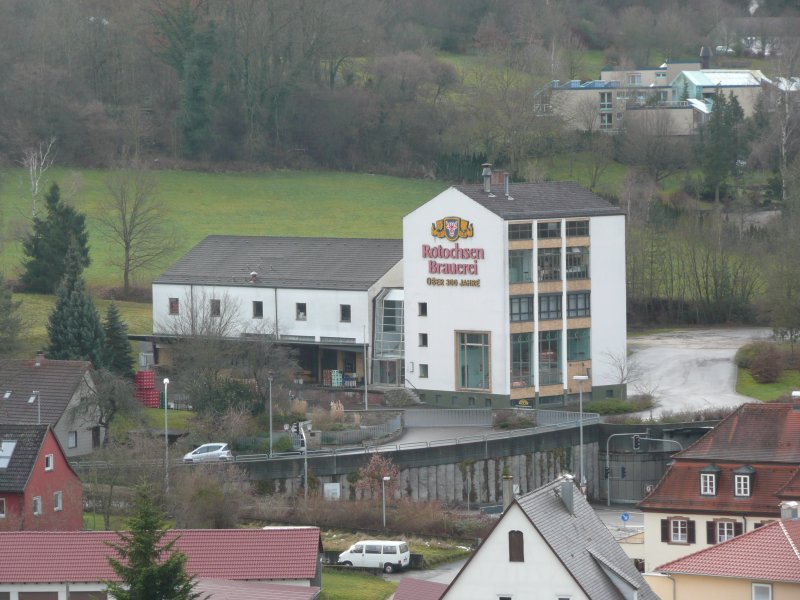
ロートオクゼンブラウエライ

エルヴァンゲンの経済は、中規模企業と小売店が主である。市内では、様々な経済分野で、合計 12,290人の社会保険支払い義務のある労働者が働いている。約 7,253人が市外からこの街に毎日通勤している（2016年6月現在）。最大の雇用主は、1300人が働くバッテリー製造のファルタである。1946年に BMFという名称で設立されたこの会社は、元々乾電池を製造していた。構造改革・拡張施策に伴って、90年代にこの会社のボタン型電池製造部門がエルヴァンゲンに移転してきた。多くのイノベーション賞を受賞したリチウムポリマー電池の開発センターもここにある。オーストリアの投資家へのファルタ社売却後、エルヴァンゲンの工場はさらに拡大された。
1958年から2014年まで存在したもう一つの大口雇用主がラインハルト兵舎に駐屯していたドイツ連邦軍の支援サービスセンターと旅団指令本部であった。冷戦時代のピーク時には2500人の兵士と300人の民間人がここで働いていた。かつては数多くあったブルワリーの内、ロートオクゼンブラウエライ1社が営業を続けている。この他の雇用主としては、エネルギーコンツェルン EnBW傘下の企業で 350人を擁する ODR社がある。
エルヴァンゲンにはシュヴェービッシェ・ポストの地方編集局とイプフ＝・ウント・ヤクスト＝ツァイトゥングの本社がある。シュヴェービッシェ・ポストは全国面の記事をウルムのジュートヴェストポストから引用しており、イプフ＝・ウント・ヤクスト＝ツァイトゥングはそれをロイトキルヒのシュヴェービッシェ・ツァイトゥングから引用している。

### 交通

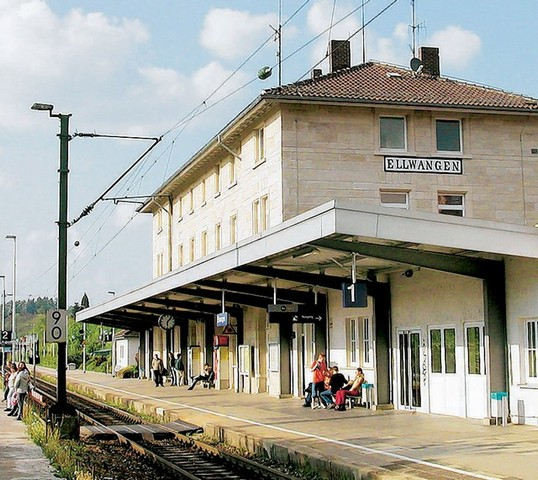
エルヴァンゲン駅

エルヴァンゲンの経済発展に、連邦アウトバーン A7号線から近いことが大きく寄与している。この道路により、ウルム、ヴュルツブルク、ニュルンベルクといった大都市圏へ短時間でアクセスすることができる。中核市区の約 4 km 東に位置するエルヴァンゲン・インターチェンジへは拡充された州道 L1060号線を利用する。
連邦道 B290号線が市を縦断している。この道路は中核市区を迂回するバイパス道路（中核市区の西端が接する）となっている。この道路は市域内を南北に3車線で走っている。第3の車線は、方向転換や路肩駐車に用いられる。B290号線はエルヴァンゲンから、北はクライルスハイムを結んでいる。南は連邦道 B29号線に直接接続し、郡庁所在地アーレンやシュトゥットガルト大都市圏につながっている。B290号線は州道 L1060号線を経由してエルヴァンゲン・インターチェンジに接続する。この路線は南環状道を通って、エルヴァンゲン旧市街付近の2つのトンネルを抜ける。大型トラックは、L1060号線を経由してアウトバーンに向かう。
エルヴァンゲン市街地には2000年にオープンした駐車場がある。これにより、自動車が都市中心部に容易にアクセスできるようにする駐車コンセプトが策定された。
2000年から内市街のマリエン通り、シュピタル通り、シュミート通りでは原動機付き車輌の通行が遮断されている。住宅街では多くの通りがコミュニティ道路となっている。
エルヴァンゲン駅は電化されたオベーレ・ヤクスト鉄道の駅である。この駅には、2時間ごとにインターシティーのカールスルーエ - シュトゥットガルト - ニュルンベルク線が発着する。また、1時間ごとにアーレン行きやブレンツ鉄道を経由してウルム方面へ向かうレギオナルエクスプレスが、2時間ごとにクライルスハイム行きのレギオナルエクスプレスが利用可能である。バスおよび鉄道の近郊交通は、2007年12月9日からオストアルプモビール運賃共同体に加盟している。近郊旅客交通は ファールブス・オストアルプ企業連合が運営している。2014年2月24日からエルヴァンゲン市で、市バスシステムが当初は2路線運用を開始した。このバスは内市街と住宅地区や、たとえば聖アンナ＝フィルングルント＝クリニーク（病院）などの重要な公共機関とを結んでいる。また、小児や車椅子用のための低床小型バス3台がこれを補完している。バスは月曜から土曜まで少なくとも1時間に1本は運行している。時速 30 km 区間に適用される「叫ぶと止まる」コンセプトが特別なものである。2016年11月初め、市バス網に新たに2つの路線が加わった。一つはバスステーションからノインハイム地区を経由してアウトバーン A7号線沿いのノインハイム/ノインシュタット工業地域まで行く路線、もう一つが欧州教育・移転アカデミー (EATA) と内市街を結ぶ路線である。

### 裁判所、役所、施設

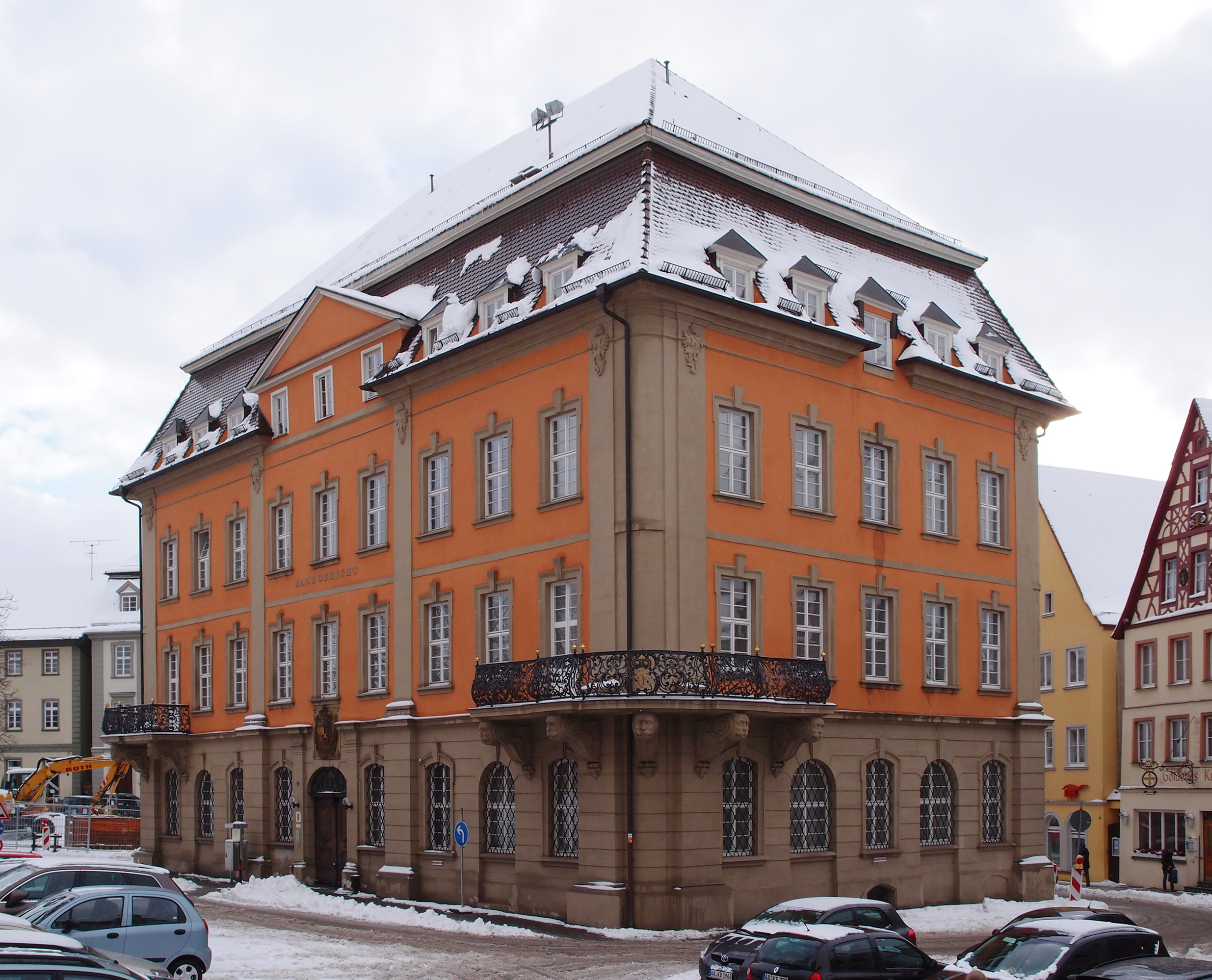
エルヴァンゲン地方裁判所

エルヴァンゲンには、区裁判所、地方裁判所、州弁護士会があり、シュトゥットガルト上級ラント裁判所管区およびシュトゥットガルト一般弁護士会管区に属している。また、公証人役場もある。さらに、オストアルプ郡の営林局支所もこの街にある。
区裁判所とともに、36人を収容できる刑務所が1881年に建設された。2016年3月に維持費が高すぎるとしてこの刑務所は閉鎖された。
青年センター JUZE は、青少年のための市立のレジャー・文化イベント施設である。特に毎年8月には、休暇プログラムが実施される。この施設は、市と振興会が共同で運営している。
聖アンナ＝フィルングルント＝クリニークは、247床の現在も運営されている3つの郡立病院の1つである。この病院は2005年にエルヴァンゲンの2つの病院、聖アンナ＝クリニークとフィルグルントクリニークが統合されて成立した。1950年代から聖アンナ姉妹団が運営していた聖アンナ＝クリニークは産科専門病院であった。この統合によって、医療サービスの中央化がなされ、コストを削減することができた。聖アンナ＝フィルングルント＝クリニークは、オストヴュルテンベルク癌治療重点病院連合およびオストヴュルテンベルク地域疼痛センター連合に加盟している。
本市は2006年まで、ロッテンブルク＝シュトゥットガルト司教区のエルヴァンゲン首席司祭区の本部所在地であった。
2014年秋にバーデン＝ヴュルテンベルク州とエルヴァンゲン市は、ラインハルト兵舎の使われていない部分に難民の一時収容施設 (LEA) を設けることを決定した。そのための宿舎が兵舎の南部分に建設された。この施設は2015年4月に開所し、通常500人から1,000人の難民を収容している。LEAの運用は5年間に制限されている。2015年夏の大きな難民の波に対応して、9月には4,500人以上の難民が LEA に収容された。2015年12月にも約 3,400人の難民が収容されていた。年が明けた2016年には、通常の 500人から 1,000の状態に戻った。

### 教育施設
エルヴァンゲンは、学研都市として全国的に重要である。
- 幼稚園 
 中核市区には、キリスト教会が運営する幼稚園が合計6園ある[38]。これに加えて、2歳児からの市立保育園が1園、2か月児からの全日制託児所が1か所ある。どちらもマリエン養護団が運営している。さらにリンデルバッハ、シュレツハイム、プファールハイム・グラーフの各地区にそれぞれ2園の幼稚園がある。
マリエン養護団青少年村[39]、青少年家族センター、グラーフ子供の家は、エルヴァンゲン市内の2つの子供の家である。カトリック教会が運営する子供村は1830年に設立された孤児院に由来する。1908年からジーセンのフランシスコ女子修道会が子供村で活動している。
- 基礎課程・本課程学校
作業実科学校を含む基礎課程・本課程学校3校（中核市区のブーヒェンベルクシューレとミッテルホーフシューレ、レーリンゲンのヨハン＝ゼバスティアン＝フォン＝ドライ＝シューレ）が、増大する需要に対応している。さらに独立した基礎課程学校も5校（中核市区のクロスターフェルトシューレ、カステルシューレ・プファールハイム、聖ゲオルク＝シューレ・シュレツハイム、リンデルバッハ基礎課程学校、ノインハイム基礎課程学校）ある[40]。マリエン養護団の子供村は児童養護学校施設でもあり、聖アンナ＝フィルングルント＝クリニークの長期入院児童のための院内学校もある。
- 実科学校 
 本市はオイゲン＝ボルツ実科学校の運営者である。この学校はハリオルフ＝ギムナジウムとの建築複合体に存在している。この他にエルヴァンゲン中核市区には私立の聖ゲルトルディス女子実科学校がある。この学校は100年以上前からフランシスコ修道会の姉妹団によって運営されている。2002年に女子ギムナジウムと連携した[41]。
- ギムナジウム 
 エルヴァンゲンにはギムナジウムが5校あり、このうちの 2校、ハリオルフ＝ギムナジウムとポイティンガー＝ギムナジウムは市が運営している。校舎は創立350年の歴史を持つ。卒業生の中には連邦議会議長フィリップ・イェニンガー（ドイツ語版、英語版）もいる。私立女子ギムナジウム聖ゲルトルディスはフランシスコ修道会の姉妹団によって運営されている。この学校は地域を超えて人気の学校である。近隣のバイエルン州の郡からも毎日多くの学生が通学している。2007年に新しく設けられたのが、郡が運営する職業学校センターの技術ギムナジウムである。また、社会学・健康学ギムナジウムもある[42]。
- 郡立ギムナジウム職業学校センター
- 職業学校 
 オストアルプ郡は、技術ギムナジウムを含む職業学校センター（経営・商業・家政学校）の運営者である。ここには社会教育学職業研究所（職業専門学校）や私立の児童養護学校がある。
- その他の学校施設 
 シェーナー＝グラーベン＝シューレは、学習障害の青少年に特化した養護学校である。障害者にはラーベンホーフ地区に養護施設がある。
- 音楽学校 
 旧市庁舎には、1990年代からヨハン＝メルキオール＝ドライヤー音楽学校が入居している。音楽学校連盟の要項によればこの学校は、幅広い専門分野に対応したフル規格の学校で基礎部門の他に上級、下級の楽器演奏部門がある。特にアンサンブル演奏やアマチュア演奏の指導も価値がある。学生には様々な室内音楽グループ（リコーダーアンサンブル、管楽アンサンブル、ギターアンサンブル、弦楽アンサンブル）と演奏する機会が与えられる。さらに学習の進んだ生徒はジュニア吹奏楽団や市立音楽学校の弦楽オーケストラあるいは管弦楽団と共演する機会が与えられ、国内外の多くの演奏家と交流できる[43]。
- 成人教育 
 成人教育は街の市民大学が行っている[44]。この他にコルピング学習工房コースや追加教育も、シュタットミューレを初めとする教室で成人のための手工芸の授業を行っている。
- 公共図書館 
 アーデルマン邸にはエルヴァンゲンの公共図書館が入居している。約 38,000冊の書籍の他に CD や DVD も収蔵している[45]。
各地区にはそれぞれ小さな図書館がある。

## 文化と見所
エルヴァンゲンの城門は1967年にドイツ郵便の50プフェニヒ切手の図案になった。

### 博物館・美術館

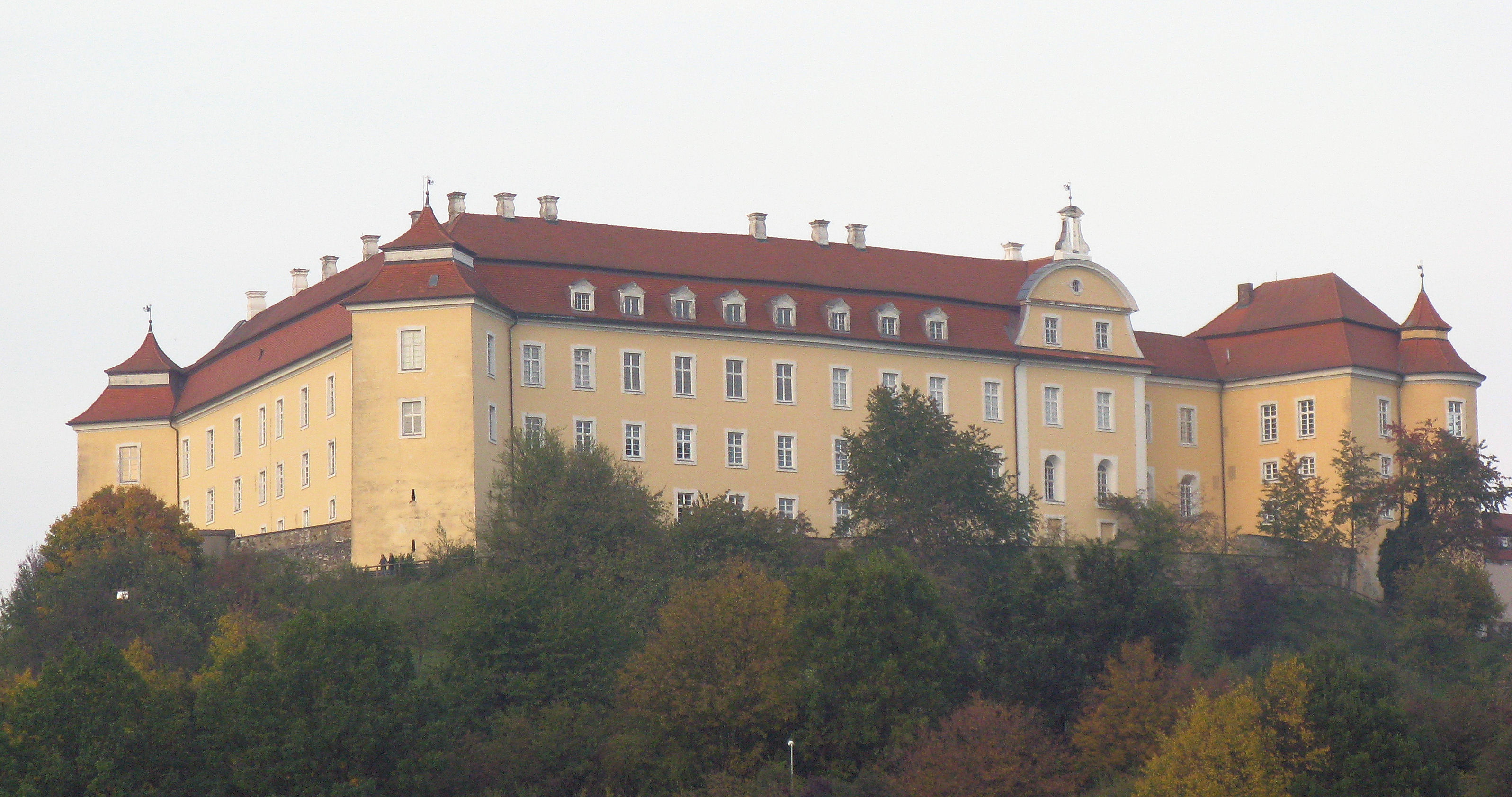
城館博物館が入居しているエルヴァンゲン城（シュロス・オプ・エルヴァンゲン）

エルヴァンゲン・アレマン人博物館は、アレマン人の歴史に関する最も重要な博物館の一つである。ラウフハイム近郊の発掘現場からの出土品はここに展示されている。
エルヴァンゲン高台の城館にある城館博物館は、エルヴァンゲン修道参事会諸侯やヴュルテンベルク王の豪華な居室の他に、価値の高いシュレツハイムのファイアンス焼き、バロック様式のクリスマスクリッペ（キリストの物語に基づくジオラマ）、時計、ドールハウスやシュティルナーの部屋がある。
この他にプファールハイム地区に博物館がある。農民の部屋と狩猟博物館である。
さらにエルヴァンゲンには多くのギャラリーがある。なかでも2004年5月にオープンした「アトリエ 13」は、クリストとジャンヌ＝クロード、フリーデンスライヒ・フンデルトヴァッサー、イェルク・イメンドルフ、ヌスといった著名な芸術家の作品を入れ替え展示している。

### 記念碑
- 聖ヴォルフガング墓地の23基の墓と記念碑は、1945年4月にSS隊員によって殺害された「ヘッセンタールの死の行進」の強制収容所収容者たちを追悼している。
- 「マックス＝レープ通り」という通りの名前は、画家マックス・レープにちなんだものである。彼は1940年に戦争の勝利について疑念を持った発言を行い、そのためにダッハウ強制収容所に収監され、そこで命を落とした人物である[48]。

### 建築物

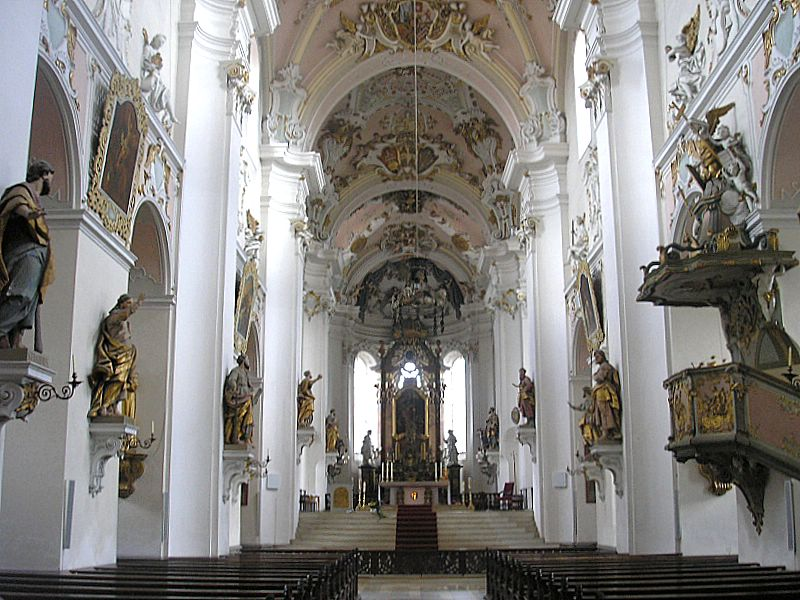
聖ファイト教会の内部

#### 聖ファイト・バシリカ
芸術史上きわめて重要な作品が、この街の象徴的建造物聖ファイト修道院教会（1233年10月3日献堂）である。この教会は12世紀に建設された三廊式、十字型の教会堂で、シュヴァーベン地方で最も重要なロマネスク様式のヴォールト・バシリカとされている。3本のロマネスク様式の教会塔は、遠くから見分けることができる。16世紀から17世紀に内部はバロック化され、ロココの姿に造り替えられた。身廊西側の前室ホールだけが元の姿を留めている。とはいえ、内部のそこここに中世盛期の原型が遺っている。ゴシック様式の回廊や聖母礼拝堂は、直接身廊につながっている。この礼拝堂にはエルヴァンゲンで崇拝されている神父フィリップが埋葬されている。この教会は1964年に小バシリカに昇格した。隣の福音主義市教会に直接つながる扉は、エキュメニズムの特徴と見ることができる。

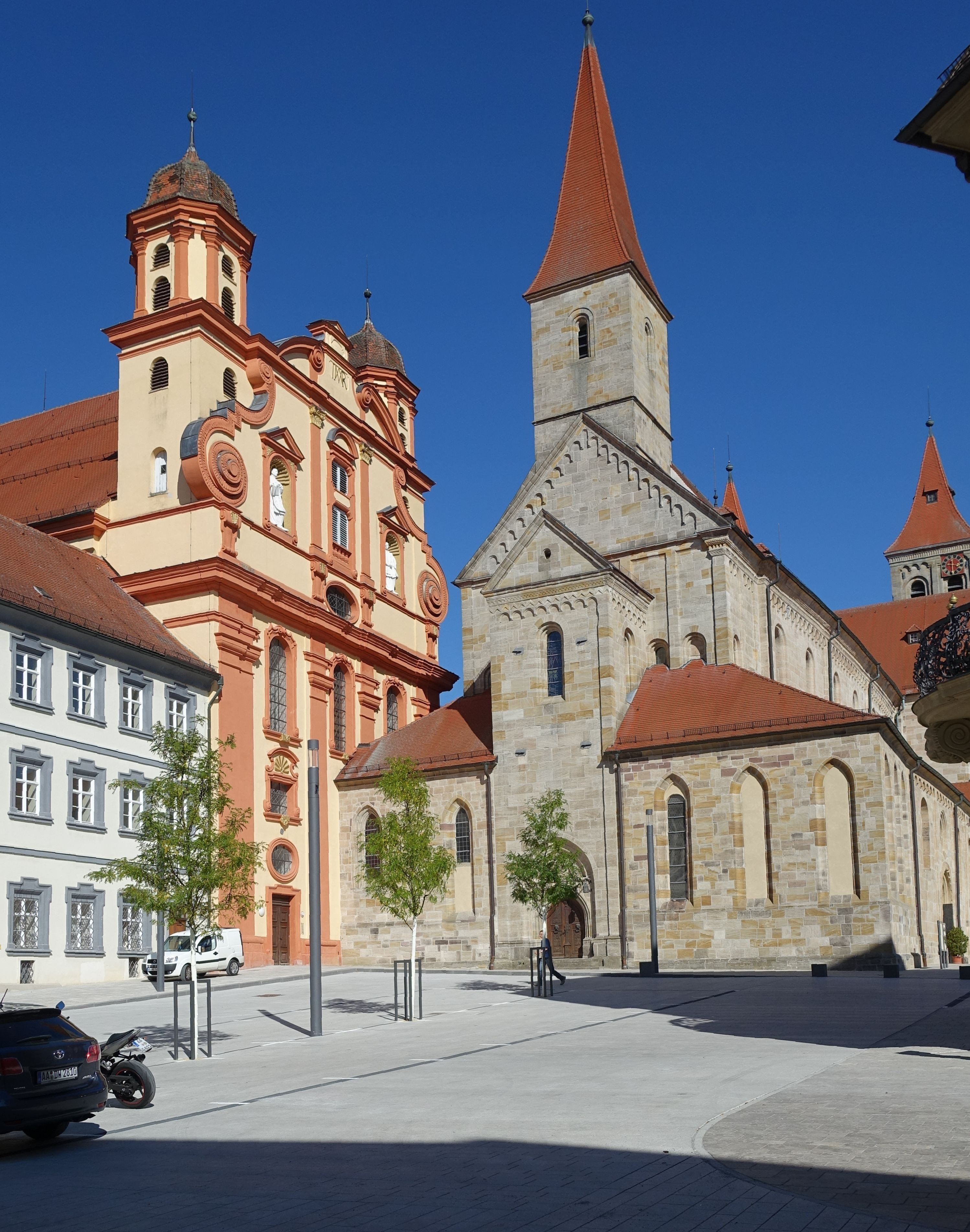
聖ファイト教会（右）と福音主義教会（左）

#### 福音主義教会
聖ファイト教会と隣り合って福音主義市教会がある。1724年から1729年に建設されたイエズス教会（マリアの無原罪のお宿り教会エルヴァンゲン）の壮麗なバロック様式のファサードはカトリックのバシリカ教会の北側に直接接しており、一部はその下に覆われている。現在の福音主義市教会の渦巻き装飾を持つ破風には、2人のイエズス会聖人フランシスコ・ザビエルとイグナチオ・デ・ロヨラの像がある。
教会内部では、特に入り口の格子模様とヴォールト画が印象的である。フレスコ画は、コスマス・ダミアン・アサムの弟子、アウクスブルクのクリストフ・トーマス・シェフラーによるものである。天井画には、聖母マリアの生涯が描かれている。
1802年に両宗派が同等であるとされたため、イエズス教会は福音主義市教会に改められた。バロック様式の教会堂は現在、優れた音響効果を有しているとされており、そのためしばしばコンサートに利用されている。

#### エルヴァンゲン旧市街

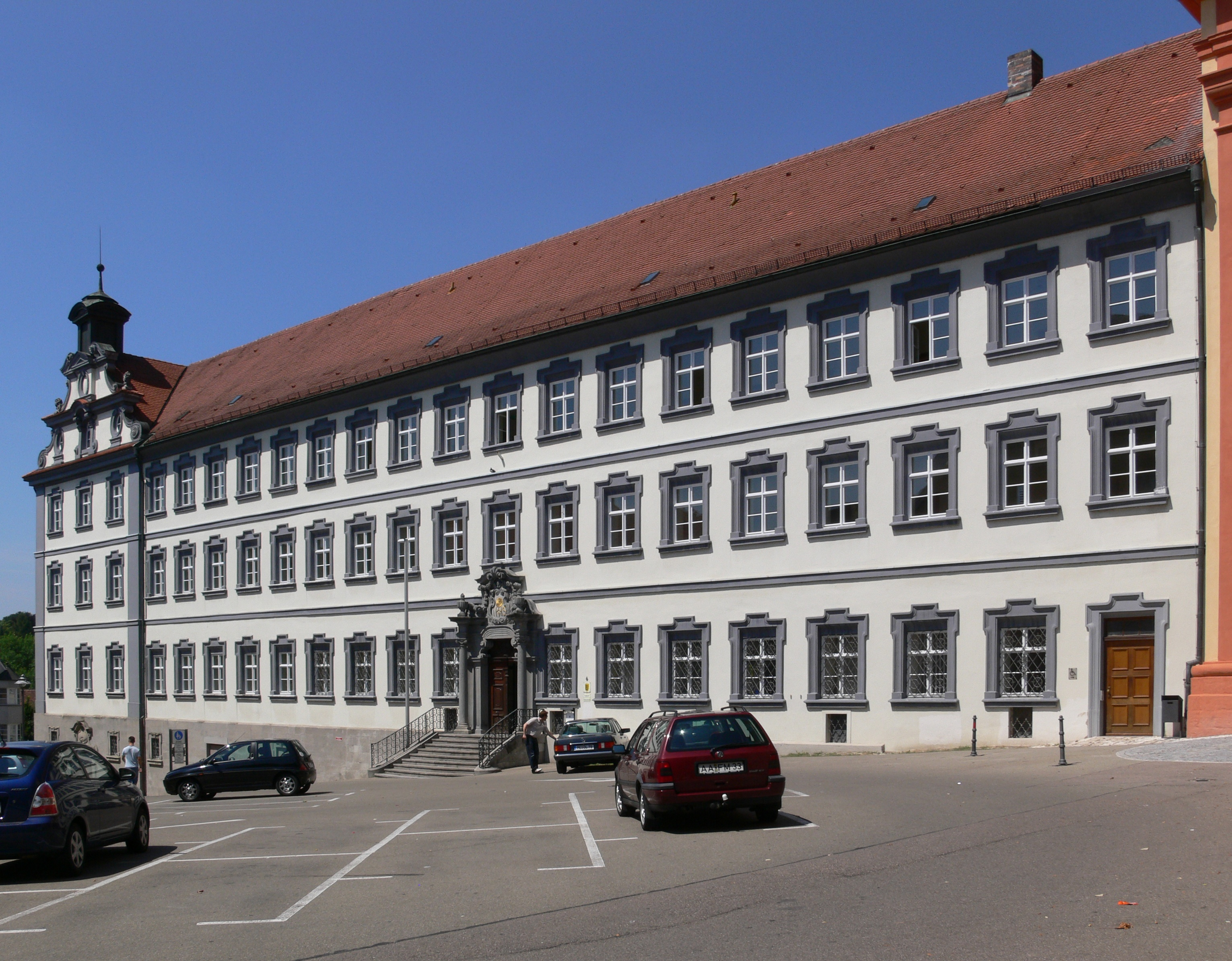
旧イエズス会神学校

市の中心、修道院教会の南側に、バロック様式の修道院参事会館に縁取られたマルクト広場がある。ここから数多くの通りや路地が放射状に伸びている。この広場は現在、主に市場や文化イベントに利用されている。特に見応えがあるのは、1722年に修道参事会長フランツ・ルートヴィヒ・フォン・プファルツ＝ノイブルクが建設し、現在は州弁護士会とエルヴァンゲン地方裁判所刑事部が入居している旧イエズス会神学校である。その向かい側にあるのは有名な建築家バルタザール・ノイマンが建設に関わった旧参事会議事堂である。1812年から1817年までここにはエルヴァンゲン大学神学部の講堂が入居していた。その後、ヴュルテンベルク王国のヤクスト郡の所在地となった。
この町で最も古い建物の一つが、1550年にはすでに記録が遺されているツィンメルレ家である。この建物の中にはかつてエルヴァンゲンの郵便局が入っていた。かつての宿屋シュヴァルツァー・アドラー亭（黒鷲亭）にはゲーテやモーツァルトをはじめ多くの有名人が宿泊した。ゲーテ訪問を記念して、この建物のファサードにはそのシーンが描かれている。
この町で最初のバロック建築が、1688年にヴィルヘルム・クリストフ・アーデルマン・フォン・アーデルマンスフェルデンの居館として建設されたアーデルマン邸である。聖ミヒャエルの立像が載ったこの世俗建築の突き出した頂点は遠くから望むことができる。現在、この旧伯爵邸には市立図書館および市の迎賓室が入居している。
見応えのある宗教建築としてはさらにマリエン教会（1427年建造、1612年改築のゴシック教会）や聖ヴォルフガング教会（1476年献堂）がある。現在市庁舎が入っている旧聖霊病院には、エルヴァンゲン市内に数多くある礼拝堂の一つである病院礼拝堂がある。さらに旧市街の周囲には多くの塔が遺されている。特に見応えがあるのは、現在は自警団が利用しているヒルテンガッセの防衛塔である。

#### シェーネンベルクとエルヴァンゲン城

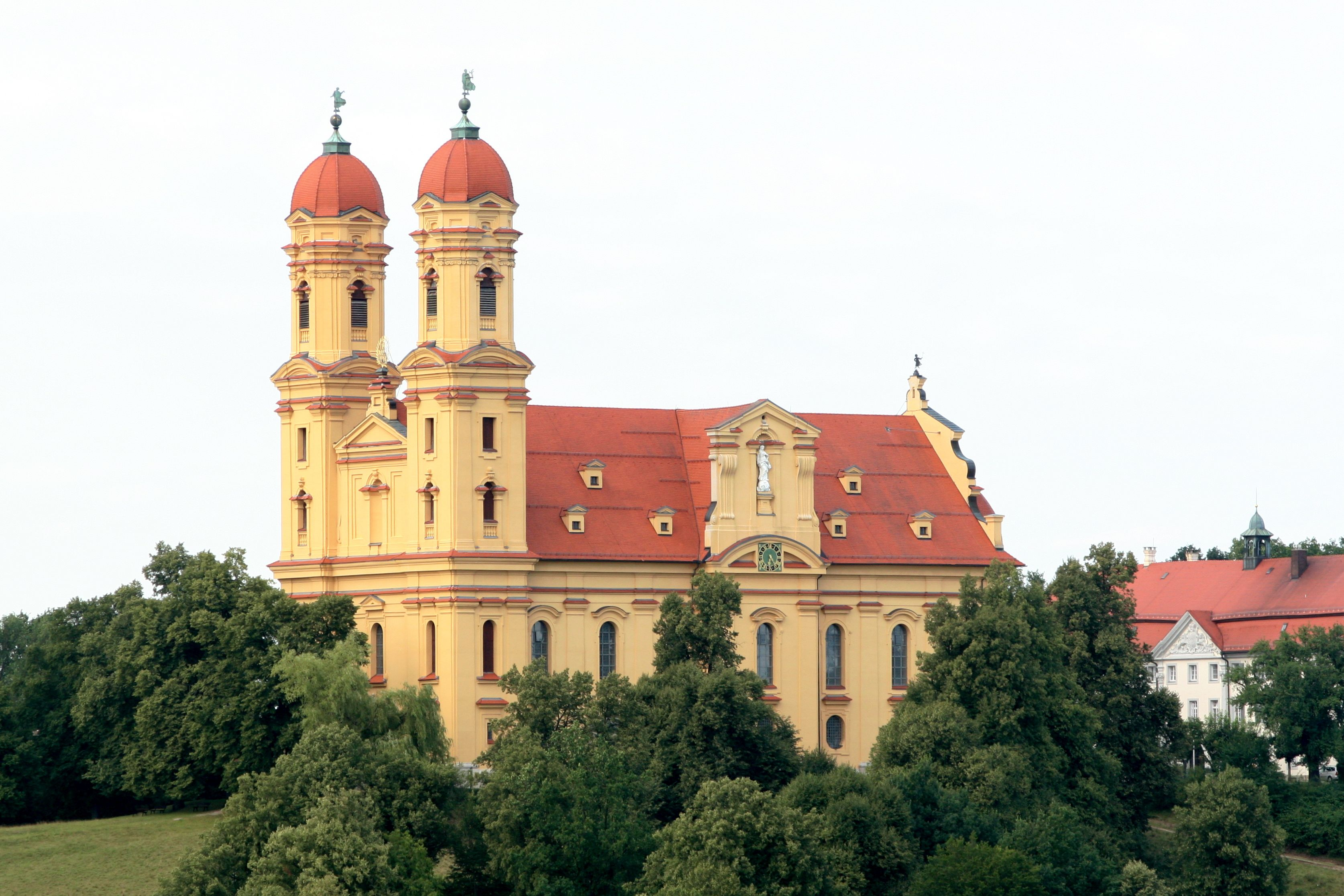
シェーネンベルク教会

内市街の東部にシェーネンベルクのマリエン巡礼教会とエルヴァンゲン城（直訳するとエルヴァンゲンの高台の城館）がある。シェーネンベルクの巡礼教会では、ミヒャエル・トゥンプとクリスティアン・トゥンプの兄弟によって、フォアアルルベルガー・ミュンスター様式の建築が初めて実現した。この教会建築様式は1680年頃から南ドイツの教会建築に用いられ、オーバーシュヴァーベンの修道院教会の多くがこの建築様式で建設された。シュロスベルク（城山）のルネサンス様式の城館は、エルヴァンゲンの修道参事諸侯の居館として使われた。14世紀に広い城砦として建設され、後世に豪華な城館に改築された。

#### 中核市区以外の市区の教会および礼拝堂

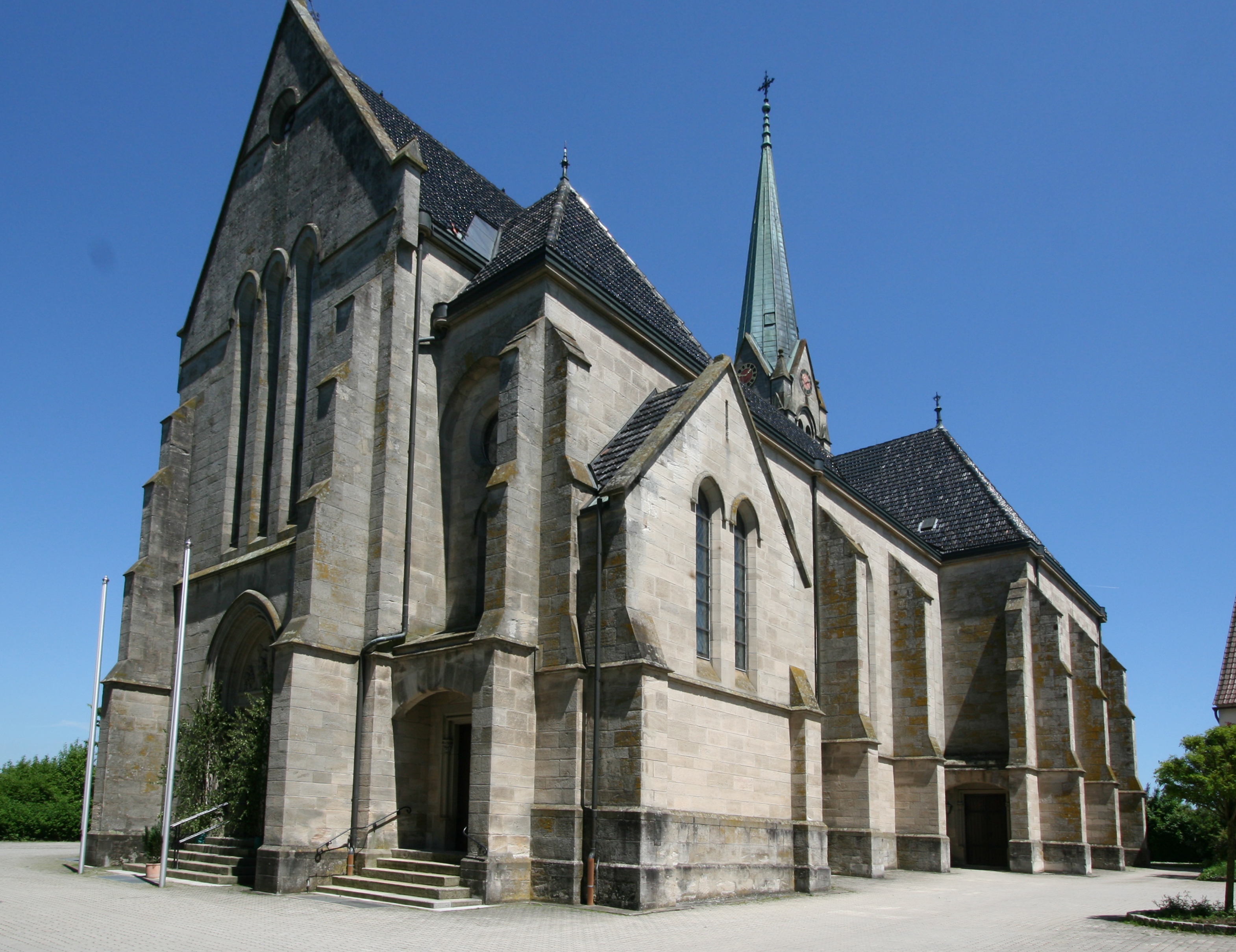
レーリンゲンの聖ペーターおよびパウル教会

プファールハイム地区のカトリック教区教会である聖ニコラウス教会は、1891年に J. カーデンによって建設された。この教会建築の一部は15世紀のもので、これに新しい建築が融合している。教会塔は後期ゴシック様式である。興味深いのは、プファールハイムに属すカトリックのベールスバッハ教区教会も、やはり方形屋根の後期ゴシック様式の塔を有している。
アイゲンツェル地区のゼバスティアンス礼拝堂（旧聖マリアおよびガンゴルフ礼拝堂）は、その中核部分に多角形のヴォールトの内陣を有するゴシック様式の教会堂が特徴である。この礼拝堂は、1666年に建築家カスパール・ファイヒイトマイヤーによって建設された。
隣のラットシュタット地区では、エルヴァンゲン修道院の許可取得後短期間で聖三位一体礼拝堂が建設され、1731年に完成した。
レーリンゲンには、エルヴァンゲン市で最も大きな村の教会がある。現在のカトリック教区教会聖ペーターおよびパウル教会レーリンゲンは、後期ロマネスク様式の先代教会の近くに、1898年から1901年にかけて建設された。レーリンゲンは、特に19世紀には、重要なマリアの巡礼地でもあった。ディーターバッハの礼拝堂は華麗に装飾されたロココ様式で造られた礼拝堂である。
隣接するハイスターホーフェンの聖ウルズラ礼拝堂も同時期に成立し、1702年に建設された。さらにキリンゲンのバロック様式の聖マルティン礼拝堂も見所である。
ノインハイムの聖守護天使礼拝堂は現在、エルヴァンゲン中核市区の聖ファイト教会区の支教会となっている。1723年に建設され、1729年に献堂されたこの礼拝堂は、2005年に大きな費用をかけて修復がなされた。この礼拝堂はエルヴァンゲンの高台に建っているため、遠くからも望むことができる。
周辺部では、ノインシュタットの14救難聖人礼拝堂（1722年）とレトレンのカタリーネン礼拝堂がさらなる宝である。
アントニウス礼拝堂（シュレツハイム）は、1692年にはすでに創設されており、1729年に献堂された。左脇祭壇の祭台に、1773年/74年にシュレツハイムのファヤンス焼き工房で制作されたファヤンス祭壇がある。この原型は、バンベルクのヨハン・マルティン・ムッチェーレによって創られた。
エッゲンロートの聖パトリツィウス教会は19世紀末になって成立した。ローテンバッハの礼拝堂は1737年に建設された。
リンデルバッハ地区のアイヒ礼拝堂は、シェーネンベルクの麓にある。その創設は1498年である。これにより、この建物はエルヴァンゲンで最も古い建物の一つに数えられている。
- エルヴァンゲンのマルクト広場
- プファールハイムの聖ニコラウス教会
- ノインハイムの守護天使礼拝堂
- レトレンのカタリーネン礼拝堂
- シュレツハイムのアントニウス礼拝堂
- リンデルバッハのアイヒ礼拝堂

### クラブ・サークル・協会活動
エルヴァンゲンとその市区では多彩なクラブ・サークル・協会活動が行われている。
エルヴァンゲン自警団はとても長い伝統を有している。1439年にはすでに、市の年代記に修道参事会諸侯領を護るための射撃ギルドが初めて記述されている。世俗化後、1848年の革命時に、この護衛部隊は、結成された市民防衛隊に置き換えられた。単に儀礼的な目的のために存続していた市民軍への保護支援は19世紀頃に下火となった。1958年10月13日、新たに市民防衛隊が創設された。これ以後自警団員の数は200人ほどに増加した。ユニフォームはオーストリアの歩兵連隊をモデルに、市の色である赤と青を用いている。
中断なく古い歴史を有しているエルヴァンゲンの団体がローゼンクランツ兄弟団である。この団体はマリエン教会が建設された1615年に発足した。団員数は20人に制限されており、入団は個人的な推薦によってのみなされる。
スポーツクラブでは、TSV エルヴァンゲンと DJK エルヴァンゲンが、水泳、陸上競技、障害者スポーツから、バスケットボールや野球といったアメリカで人気のスポーツ種目まで幅広い競技部門を提供している。
DJK と TSV のサッカー部門は2010年に統合され、新たなクラブ FC エルヴァンゲン 1913 となり、ベツィルクスリーガ・コッハー/レムスでプレイしている。この街の多くの地区が独自のサッカークラブを有している。
2017年現在エルヴァンゲン周辺で最も高いクラスで戦っているスポーツチームは、TSV エルヴァンゲンの野球部門である。この1994年から存在する「フィルグルント・エルクス」は、2010年シーズンから、ドイツ野球・ソフトボール連盟 DBV が運営するレギオナルリーガ南部＝東部に参加している。
TSV エルヴァンゲンのバレーボール部門も成功を収めている。その男子部門は、1990年代にバレーボール・ヴュルテンベルク地方連盟のレギオナルリーガにまで進出した。2012年/2013年シーズンには、男子第1チームはバレーボール・ヴュルテンベルク地方連盟のランデスリーガ・ノルトに昇格した。
きわめて成功した九柱戯競技のクラブが KC シュレツハイム e.V. である。2つの女子チームが、ブンデスリーガの1部と2部で戦っている。
文化面で重要なのは、各地区の音楽クラブである。

### スポーツ

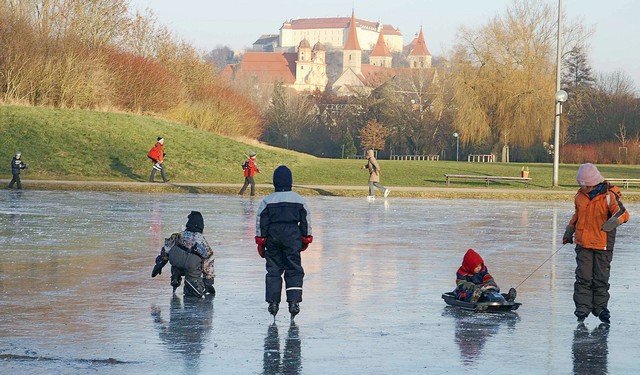
天然のスケートリンク

市内には、数多くのサッカー場、ボルツ場、いくつかのテニスコートが点在している。
エルヴァンゲン湖沼地の水浴施設は、夏にはウォーターシュート、飛び込み台、スポーツ用の砂浜が用意される。エルヴァンガー・ヴェレンバート（エルヴァンゲンの波立つプール）が一年を通して使用できる。
冬には、雪が降るとフィルグルントの森にロイペ（クロスカントリースキーコースの窪み）が設けられる。また、シェーネンベルクの斜面ではスキーリフトが営業している。都市施設局は、冬の期間中、シースヴァーゼン民衆祝祭広場の近くに天然のスケートリンクが設けている。
自転車では、近年人気が急上昇しているコッハー＝ヤクスト自転車道経由でエルヴァンゲンに達することができる。この他に、ローテンブルク・オプ・デア・タウバーからオストアルプを経由してドナウ川沿いのウルムに至る広域自転車道ホーエンローエ＝オストアルプ＝ヴェークが通っている。さらに様々な地方自転車道路がエルヴァンゲンを始点としている。

### 演劇、映画、ナイトライフ
定期的なイベント（室内コンサート、抒情詩の夕べ）は主に私立ホールとエルヴァンゲン城で行われている。アマチュア劇団をもつ演劇グループ「テアターメンシェン」は、夏にエルヴァンゲン城の庭園で上演している。エルヴァンゲンを舞台とした作品がしばしば上演される。数年前からは、冬にも障害者と共同で舞台作品の演出を行っている。「テアターメンシェン」の他に、学校・農民演劇グループもある。
旧市街の辺縁部に映画館「レギーナ 2000」がある。大規模な拡張工事は、小さな文化映画ホールの他に、オストヴュルテンベルク最大のスクリーンも設けられた。
数多くの飲食店やカフェの他、主に繰り返し行われるイベントがエルヴァンゲンのナイトライフを特徴付けている。街を挙げてすべての飲食店が参加するテーマイベント（通年の「エルヴァンゲンは踊る」や夏のプログラム「街の夏」）がこれに含まれる。

### 年中行事

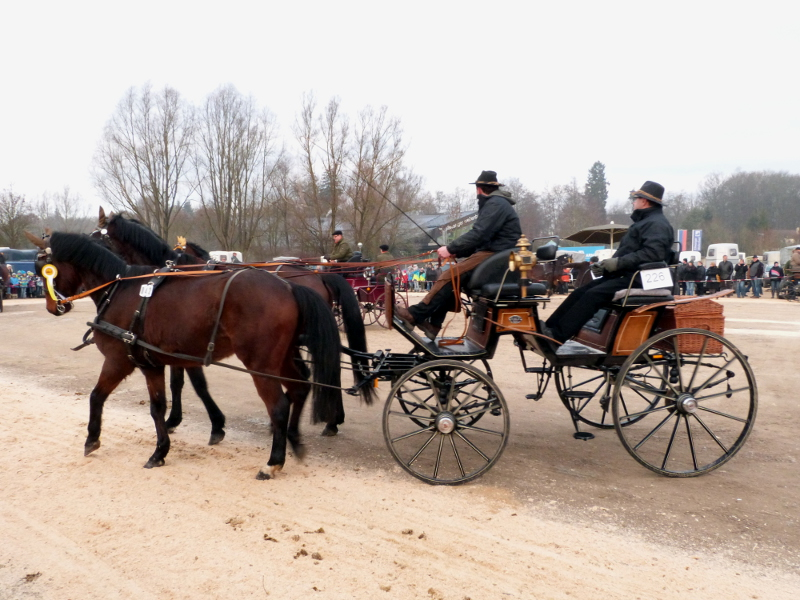
カルター・マルクトの馬のパレード

伝統的なエルヴァンゲンの馬市「カルター・マルクト」は1000年以上にわたって行われている。この市場は17世紀に、1月17日の三つ子の聖人の記念日から公現祭後の月曜日に移された。現在もこの日に馬のパレードが行われる。カルター・マルクトの幕開けに、馬の聖人であるシュポイジプス、エロイジプス、メロイジプスに礼拝が献げられる。カルター・マルクトの中心となるのは、400頭近くの飾り付けられた馬のパレードである。馬は単独で、あるいは馬車を牽いてエルヴァンゲンの内市街を練り歩く。

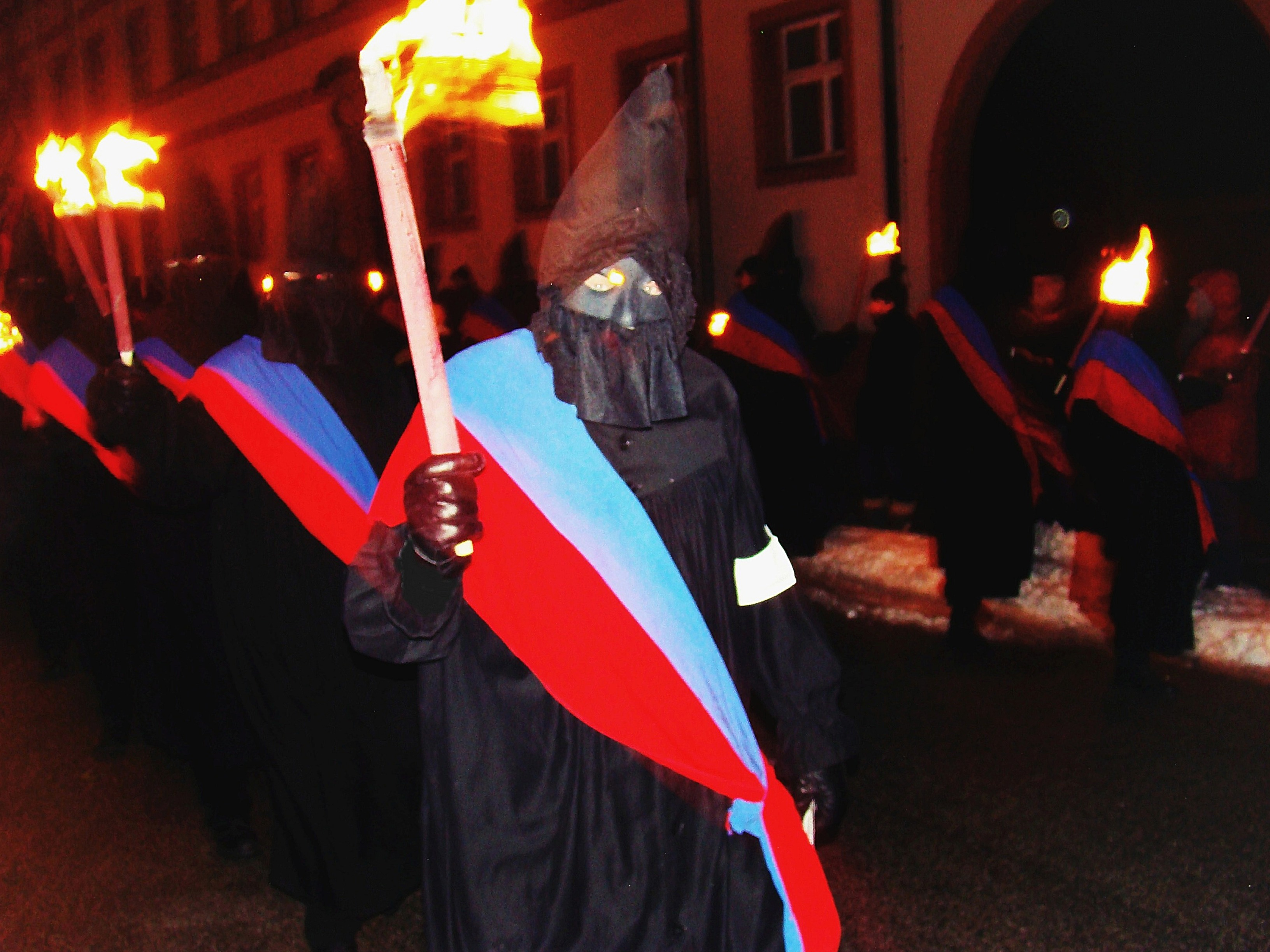
ペンネラー・シュニッツェルバンク

謝肉祭の日曜日の、「デア・ペンネラー・シュニッツェルバンク」（「シュヴァルツェ・シャール」とも呼ばれる）はこの街の謝肉祭の最も古い伝統である。150年以上前から、黒いドミノ（マントの一種）を着てトルコクレセントや松明をもった学生たちが内市街やエルヴァンゲンの飲食店を練り歩き、芸術的な詩で地元の名士の罪状をあげつらう。シュヴァルツェ・シャールの構成員の秘密は絶対に守られる。印刷された詩のリストがエルヴァンゲンのいくつかの商店で販売される。シュヴァルツェ・シャールはときおり自分たち自身も題材にしている。
夏には、エルヴァンゲン城での伝統的な「郷土の日」が開催される。「街の夏」では、ゴミ拾いレースからコンサートや演劇公演まで暑い時期にも文化プログラムが提案されている。
マルクト広場では、水曜日と土曜日に、地元の商人や生産者の生産品を扱う週の市が開催されている。毎週行われる金曜日の農民市は、主に地元の農民の食料品や製品が販売される。年に6回開催されるクレーマーマーケットには様々な種類の製品（衣類、食品、日用品、装飾品）が並ぶ。シースヴァーゼン民衆祝祭広場では、ノミの市の他に多くのメッセや展示会が行われる。その多くは、旧市街の買い物ができる日曜日と結びついている。市庁舎前とマリエン通りでは、アドヴェントの期間にエルヴァンゲンのクリスマスマーケットが開催される。

### その他
エルヴァンゲンでは、1947年にキリスト教政治家の対話サークル「エルヴァンガー・クライス」が結成された。これは1960年代末まで存続した。
2014年3月29日に ICE バウライエ 411 はエルヴァンゲン駅「エルヴァンゲン」と名付けられた。

## 人物

### 出身者

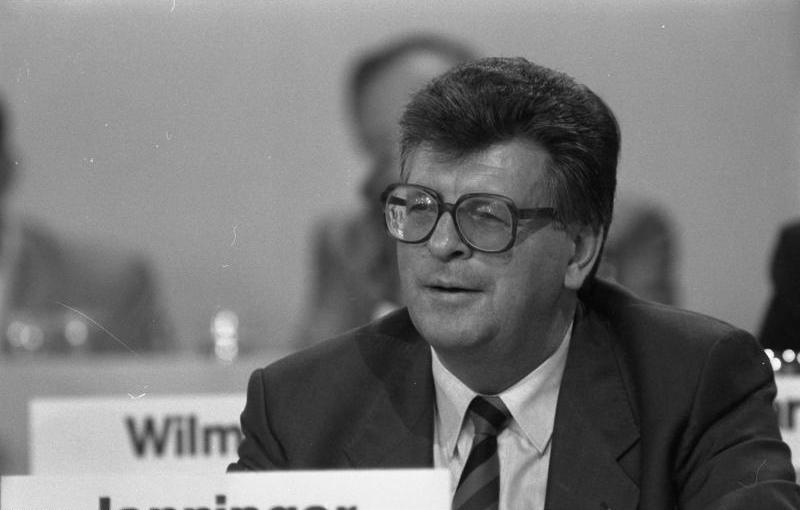
フィリプ・イェニンガー

- パウル・シュペラートゥス（ドイツ語版、英語版）（1484年 - 1551年）カトリックの司祭、後に宗教改革家。
- ヨハン・ゼバスティアン・フォン・ドライ（ドイツ語版、英語版）（1777年 - 1853年）カトリック神学者。テュービンゲン大学で教鞭を執った。
- ヴィルヘルム・ヨルダン（ドイツ語版、英語版）（1842年 - 1899年）測地学者、数学者。
- フィリップ・イェニンガー（ドイツ語版、英語版）（1932年 - ）政治家、ドイツ連邦議会議長。
- ヴォルフガング・ベンツ（ドイツ語版、英語版）（1941年 - ）歴史家

### ゆかりの人物
- メトディオス（826年 - 885年）ギリシアの司祭、聖人。870年から873年までエルヴァンゲンに拘留された。
- フラング・ゲオルク・フォン・シェーンボルン（ドイツ語版、英語版）（1682年 - 1756年）1732年から1756年までエルヴァンゲン修道参議会会員を務めた。
- ヤン・ツァハ（1699年 - 1773年）作曲家。エルヴァンゲンで亡くなった。
- ヨハン・ヨーゼフ・ガスナー（1727年 - 1779年）祓魔師
- アロイス・フォン・フレーリヒ（ドイツ語版、英語版）（1766年 - 1841年）医師、植物学者、昆虫学者。エルヴァンゲンで亡くなった。
- ヘルマン・ヴェラー（ドイツ語版、英語版）（1878年 - 1956年）新ラテン語の詩人、インド学者。1913年から1931年までエルヴァンゲン・ギムナジウムの教師を務めた。その後テュービンゲン大学インド学教授を務めた。
- オイゲン・ボルツ（ドイツ語版、英語版）（1881年 - 1945年）政治家。ヴュルテンベルク国民議会議長。反ナチ運動に参加した。
- カール・アルメンディンガー（ドイツ語版、英語版）（1891年 - 1965年）第二次世界大戦中の国防軍歩兵大将
- ホルスト・ケーラー（1943年 - ）政治家。2004年から2010年までドイツの連邦大統領を務めた。1960年代に2年間短期志願兵としてエルヴァンゲンの装甲敵弾兵だいたいに配属された後、予備役の少尉として離隊した。
- ゲープハルト・フュルスト（ドイツ語版、英語版）（1948年 - ）ロッテンブルク＝シュトゥットガルト司教。1977年に聖フィトゥス教会で司祭に叙任された。

## 訳注
1. ↑  ドイツ語: Pfahlheim、Pfahl =「杭」、Heim =「家」で、防御柵の杭にちなんで名付けられた。
2. ↑  連邦言語庁 (ドイツ語:  Bundessprachenamt) は連邦国防省の管轄下にある